# Primeira Liga
A Primeira Liga (Liga Portugal Betclic por razões de patrocínio) é o principal escalão do sistema de ligas de futebol de Portugal. Criada na época 1934–35 pela Federação Portuguesa de Futebol, é organizada pela Liga Portuguesa de Futebol Profissional desde a temporada 1995–96. É disputada por dezoito clubes, num sistema de promoção e despromoção com a Segunda Liga.
A partir da época 2023–24 a Primeira Liga tem o nome comercial de Liga Portugal Betclic devido a um acordo de patrocínio entre a casa de apostas e a Liga Portugal, fechando assim um ciclo de dois anos em que a bwin foi o principal patrocinador da prova.
No final da época 2023–24 a Liga Portuguesa ocupava o 7.º lugar no ranking da UEFA, o que significa que na época seguinte apenas o campeão tem acesso direto à Liga dos Campeões e o 2.º classificado à 3.ª pré-eliminatória da competição. Os 3.º e 4.º classificados têm acesso, respetivamente, às 2.ª pré-eliminatórias da Liga Europa e da Liga Conferência.
Os clubes classificados em 17.º e 18.º lugares são despromovidos à Segunda Liga, por troca com os 1.º e 2.º classificados desta prova que são assim promovidos a primodivisionários. A equipa que terminar em 16.º lugar disputará um play-off de despromoção/promoção a duas mãos com o 3.º lugar da Segunda Liga.
Adicionalmente, as equipas da Primeira Liga participam na Taça de Portugal e na Taça da Liga, entrando na 3.ª e 2.ª eliminatórias destas competições, respetivamente.
Durante as 91 edições disputadas até ao momento, participaram na Primeira Liga um total de 73 clubes, dos quais somente cinco se sagraram campeões nacionais. O maior vencedor da história da Primeira Liga é o Benfica, com 38 campeonatos nacionais conquistados. O atual campeão nacional é o Sporting, após conquistar na época 2024–25 o seu 21.º título.

## História

O campeão nacional tem direito ao uso do escudo português no seu equipamento.

### Origens
Em 1921, após a derrota da Seleção Nacional na sua estreia frente à Espanha, surgiu a necessidade de se alterar o sistema do futebol português, constituído por campeonatos regionais (Porto e Lisboa, com algumas competições irregulares na Madeira). Nasceu assim uma prova regular com os vencedores das provas distritais chamada Campeonato de Portugal, prova que em 1938 passaria depois a designar-se Taça de Portugal. Na sua primeira edição, na época 1921–22, teve apenas dois clubes, Sporting e FC Porto (a representar Lisboa e Porto, respetivamente). O FC Porto venceu numa finalíssima a primeira edição. Em 1934 começou então verdadeiramente o Campeonato Nacional da Primeira Divisão, com oito equipas, catorze jornadas a duas voltas e a somar pontos, e em que o FC Porto foi o primeiro vencedor. Na altura foi chamada de Liga Experimental, tendo em conta que era a primeira vez que se organizava. Foi assim, a partir da época 1934–35, que os campeões nacionais passaram a ser designados a partir do Campeonato da Liga da Primeira Divisão (época 1934–35) e que até hoje já teve cinco vencedores. A competição anterior, o chamado Campeonato de Portugal, era uma prova por eliminatórias, incluindo clubes da Segunda Divisão cujos vencedores eram definidos numa final (no entanto, os títulos dos Campeonatos de Portugal não contam como títulos da Taça de Portugal, nem de títulos do Campeonato da Primeira Divisão de acordo com o que ficou definido no Relatório de Atividades da FPF de 1938).
O surgimento do Campeonato da Primeira Divisão teve muito que ver com uma nova derrota sofrida pela seleção nacional em Madrid por 9-0, no apuramento para o Mundial de 1934, em que várias vozes questionaram a competitividade do modelo do Campeonato de Portugal, nomeadamente o número reduzido de jogos disputados por cada equipa e o valor dos competidores em prova. Ricardo Ornelas escreveu no jornal Os Sports que se deveria realizar uma prova em poule, à semelhança do que acontecia na principais potências futebolísticas da Europa. No sentido de aumentar a competitividade do futebol português, a FPF encarregou Plácido de Souza, Ribeiro dos Reis, Cândido de Oliveira e Virgílio da Fonseca de elaborarem o projeto de uma nova competição em poule. No entanto, por causa da situação económica do país, a FPF tinha dúvidas sobre a viabilidade económica da prova, devido às deslocações a que os participantes estariam sujeitos, bem como sobre o acolhimento que teria junto do público. Na época 1934–35 foi criado o Campeonato da Liga da Primeira Divisão. Após o sucesso da competição, em 1938 a FPF decidiu o seguinte:
"Por virtude da reforma a que se procedeu no Estatuto e Regulamentos da Federação os Campeonatos das Ligas e de Portugal passaram a designar-se, respectivamente, Campeonatos Nacionais e Taça de Portugal".— Federação Portuguesa de Futebol Relatório de Actividades 1938 (FPF)
 Ao vencedor do Campeonato da Liga da Primeira Divisão (competição organizada a título experimental mas cujos títulos são considerados oficiais) seria atribuído o título de campeão nacional.
Participaram nesta primeira edição oito clubes na Primeira Divisão (quatro de Lisboa, dois do Porto, um de Coimbra e um de Setúbal — os campeonatos regionais mais competitivos da época).
O sucesso da prova foi imediato, não só económico mas sobretudo desportivo, com a sucessão de jogos disputados pelas melhores equipas, o que levou a que popularmente a prova relegasse para um plano secundário o Campeonato de Portugal. O jornalista Ricardo Ornelas por mais de uma ocasião no jornal Os Sports defendeu que o vencedor da Liga é que deveria ser considerado campeão nacional. Mais tarde tal viria a acontecer por parte da FPF.
Num congresso realizado em agosto de 1938 dá-se uma remodelação dos regulamentos das provas da FPF, em que ficou estabelecido:

"acabar com os Campeonatos das Ligas e substituir o Campeonato de Portugal das jornadas em sucessiva eliminações, por um campeonato de maior rigor e regularidade, pelo sistema de "poule" em duas voltas"— Acta FPF
 Na prática traduziu-se apenas em renomear o "Campeonato da Liga da Primeira Divisão" para "Campeonato Nacional da Primeira Divisão" (sendo a principal categoria muitas vezes abreviada para "Primeira Divisão") e renomearam o "Campeonato de Portugal" para "Taça de Portugal", de acordo com o Relatório de Atividades 1938 da FPF. A designação manteve-se até 1999, tendo nessa altura o nome sido alterado para "Primeira Liga".

### Campeões
O Futebol Clube do Porto foi o primeiro vencedor do campeonato, numa altura em que se disputava entre oito equipas. Manuel Soeiro, jogador do Sporting Clube de Portugal foi o primeiro melhor marcador do campeonato, com catorze golos em catorze jogos. O Sporting, que ficou a dois pontos do campeão nessa época, só venceu a liga na época 1940–41, já na época da Primeira Divisão.
Em 1935–36, foi a vez do Benfica se sagrar campeão, por três vezes consecutivas. O Clube de Futebol Os Belenenses foi o quarto campeão diferente da liga, vencida na época 1945–46. No século seguinte, foi a vez do Boavista Futebol Clube inscrever-se na lista de campeões de Portugal. Desta vez, o clube portuense venceu a liga na época 2000–01.

### Os Três Grandes
"Os Três Grandes" é uma expressão que tradicionalmente designa os três principais clubes de futebol em Portugal: Benfica, Porto e Sporting. Estes são os clubes com mais títulos de campeão nacional e, igualmente, com mais segundos e terceiros lugares. Juntos "Os Três Grandes" detêm 89 dos 91 títulos de campeão disputados (1934–35 até 2024–25): o Benfica tem 38 títulos, o Porto tem 30 títulos e o Sporting tem 21 títulos. Nas 91 épocas completas já disputadas na Primeira Liga, em 54 temporadas o pódio foi exclusivamente ocupado pelos Três Grandes.

## Formato
O campeonato iniciou-se na época 1934–35 e confrontou apenas oito equipas na Primeira Divisão: os quatro primeiros classificados do campeonato regional de Lisboa, os dois melhores do Porto, o campeão de Setúbal e o campeão de Coimbra (os quatro campeonatos regionais mais competitivos) enquanto as restantes equipas dos regionais eram apuradas para a II Divisão. O início da época 1939–40 ficou marcada pela polémica, devido a uma batalha administrativa entre o FC Porto e o Académico do Porto relativamente a um jogo do Campeonato Regional do Porto. A Federação Portuguesa de Futebol arranjou uma solução para satisfazer os dois clubes, alargando o campeonato para 10 equipas.
Um jogo do Campeonato Regional da AF Porto entre o FC Porto e o Académico Futebol Clube acabou sendo interrompido pelo árbitro após um anormal número de expulsões e lesões, sobretudo do lado do FC Porto, atribuindo a vitória ao Académico. No entanto a decisão acabou sendo contestada pelo FC Porto, dado que os regulamentos da altura não previam a interrupção do jogo por número mínimo de participantes e a AF Porto deliberou a repetição do jogo, que resultou em vitória do FC Porto.
O Campeonato terminaria com FC Porto em primeiro, seguido de Leixões SC e Académico. No entanto, este último recorreu da decisão da AF Porto para a FPF. Dada a polémica instalada, a FPF decidiu pelo alargamento da Primeira Divisão para dez clubes, abrindo-se uma vaga extra para a AF Porto e outra para a AF Setúbal, decisão que teria o voto contra do FC Porto, segundo os dirigentes do Académico, para impedir a participação deste no campeonato, dada a animosidade:
...como se sabe o [FC] Porto votou contra a inclusão de mais um grupo tripeiro só para nos prejudicar, o que sendo uma deslealdade, é um tanto anti-bairrista.— Dirigente do Académico ao Jornal Stadium de 10 de Janeiro de 1940
Para além disso, a FPF anulou também o jogo de repetição entre FC Porto e Académico, o que relegou o FC Porto para a 3ª posição do campeonato regional, e atribuiu automaticamente o título regional ao Leixões SC, que no entanto repudiou publicamente a situação:
O Leixões repudia a benesse. O meu clube não aceita título que não ganhou! O Leixões não quer ser campeão por favor. Não lhe assenta bem um título usurpado a outrem. Acho que foi infeliz a decisão da FPF! O FC Porto não merecia semelhante castigo, apenas para ser beneficiado um terceiro. Afinal, veio parar ao Leixões, que não sente nenhuma honra com o facto.— Edmundo Ferreira, presidente do Leixões SC em 1940
Na época seguinte, a prova voltaria a ser disputada por oito equipas. Na época 1941–42 foi decidido que o campeonato seria alargado de oito para dez equipas para admitir os campeões da AF Braga e AF Algarve (até esta época apenas os dois primeiros classificados dos campeonatos regionais das AFs do Porto, Coimbra, Lisboa e Setúbal eram admitidos). O FC Porto acabou o campeonato regional em terceiro lugar, o que não dava acesso à Primeira Divisão. Contudo, um segundo alargamento (de dez para doze equipas) na mesma época foi decidido, o que permitiu ao clube participar na Primeira Divisão. Este número de clubes ir-se-ia manter até à época 1945–46, altura em que admitiu doze equipas (entraram os campeões da AF Évora e da AF Aveiro).
Na época 1946–47, dá-se uma reformulação dos quadros competitivos, acabando-se com a qualificação a partir dos campeonatos regionais, passando a existir uma lógica de continuidade entre edições, e um sistema de promoções e descidas entre divisões. A Primeira Divisão foi alargada para catorze equipas, enquanto a II Divisão foi reformulada, e criada uma III Divisão.
O número de equipas na Primeira Divisão manteve-se durante vinte e cinco épocas, até que na época 1971–72 passou a dezasseis equipas para na época 1987–88 passar a admitir vinte, assim se mantendo por duas épocas. Na época 1989–90 assume o formato das dezoito equipas, com uma exceção na temporada seguinte (vinte), mantendo-se assim até à época 2005–06, sendo que na época 2006–07 houve uma redução para dezasseis equipas.
Na época 2014–15 regressou-se ao modelo de dezoito equipas, motivada pelas pretensões de vários clubes de menor dimensão bem como pela integração do Boavista Futebol Clube, devido à prescrição do procedimento disciplinar ocorrido em 2008, devido ao processo Apito Final. Optou-se portanto pelo arquivamento, sem qualquer juízo sobre a existência ou não da infração que pendia sobre o Boavista. Desta maneira impôs-se a sua reintrodução na Primeira Liga.
Em consequência da pandemia de COVID-19, após considerar inicialmente a realização de jogos à porta fechada, a Liga Portuguesa de Futebol Profissional decidiu a 12 de março de 2020 pela suspensão total dos jogos da Primeira Liga na época 2019–20 por tempo indeterminado. A competição foi retomada a partir de 3 de Junho de 2020, com os jogos disputados à porta fechada.

## Troféu
O troféu de campeão nacional é entregue anualmente pela FPF, também a Liga entrega em cada época um troféu ao vencedor da Primeira Liga.
Na época 2011–12 foi introduzido um novo troféu maior e mais pesado que o original e que era atribuído ao clube que desde então conseguisse ganhar três campeonatos consecutivos ou cinco campeonatos intercalados. Este troféu foi apenas entregue ao SL Benfica pelos campeonatos ganhos nas épocas 2013–14, 2014–15 e 2015–16 e a partir da época 2016–17 deixou de ser entregue.

Troféu entregue pela Liga Portuguesa de Futebol Profissional

## Competições da UEFA

### Acesso
O acesso às competições de clubes da UEFA é feito tendo por base a posição da Primeira Liga no ranking da UEFA. Presentemente, fruto do 7.º lugar no ranking, Portugal tem uma vaga direta na fase de grupos da Liga dos Campeões, para o campeão nacional, enquanto que o segundo classificado terá acesso à 3.ª pré-eliminatória. O vencedor da Taça de Portugal terá acesso direto à fase de grupos da Liga Europa. Já os 3.º e 4.º lugares darão acesso, respetivamente, às 2.ª pré-eliminatórias da Liga Europa e da Liga Conferência. Contudo, se o vencedor da Taça de Portugal tiver conseguido a qualificação para a Liga dos Campeões através do Campeonato, o 3.º classificado é apurado para a fase de grupos da Liga Europa e o 4.º e 5.º classificados para as 2.ª pré-eliminatórias da Liga Europa e da Liga Conferência.
| Classificação                | Competição        | Fase                 | Qualificação    |
| ---------------------------- | ----------------- | -------------------- | --------------- |
| Campeão Nacional             | Liga dos Campeões | Fase de Grupos       | direta          |
| 2.º Lugar                    | Liga dos Campeões | 3.ª Pré-Eliminatória | 2 eliminatórias |
| Vencedor da Taça de Portugal | Liga Europa       | Fase de Grupos       | direta          |
| 3.º Lugar                    | Liga Europa       | 2.ª Pré-Eliminatória | 3 eliminatórias |
| 4.º Lugar                    | Liga Conferência  | 2.ª Pré-Eliminatória | 3 eliminatórias |

### Ranking
| 1959/60 | 1960/61 | 1961/62 | 1962/63 | 1963/64 | 1964/65 | 1965/66 | 1966/67 | 1967/68 | 1968/69 | 1969/70 | 1970/71 | 1971/72 | 1972/73 | 1973/74 | 1974/75 |
| ------- | ------- | ------- | ------- | ------- | ------- | ------- | ------- | ------- | ------- | ------- | ------- | ------- | ------- | ------- | ------- |
| 22.º    | 7.º     | 6.º     | 4.º     | 4.º     | 4.º     | 8.º     | 11.º    | 8.º     | 9.º     | 11.º    | 13.º    | 9.º     | 9.º     | 7.º     | 10.º    |
| 1975/76 | 1976/77 | 1977/78 | 1978/79 | 1979/80 | 1980/81 | 1981/82 | 1982/83 | 1983/84 | 1984/85 | 1985/86 | 1986/87 | 1987/88 | 1988/89 | 1989/90 | 1990/91 |
| 9.º     | 11.º    | 12.º    | 14.º    | 14.º    | 15.º    | 13.º    | 9.º     | 7.º     | 7.º     | 9.º     | 6.º     | 6.º     | 7.º     | 5.º     | 6.º     |
| 1991/92 | 1992/93 | 1993/94 | 1994/95 | 1995/96 | 1996/97 | 1997/98 | 1998/99 | 1999/00 | 2000/01 | 2001/02 | 2002/03 | 2003/04 | 2004/05 | 2005/06 | 2006/07 |
| 7.º     | 7.º     | 6.º     | 6.º     | 6.º     | 6.º     | 7.º     | 9.º     | 10.º    | 10.º    | 9.º     | 7.º     | 6.º     | 6.º     | 6.º     | 6.º     |
| 2007/08 | 2008/09 | 2009/10 | 2010/11 | 2011/12 | 2012/13 | 2013/14 | 2014/15 | 2015/16 | 2016/17 | 2017/18 | 2018/19 | 2019/20 | 2020/21 | 2021/22 | 2022/23 |
| 8.º     | 10.º    | 9.º     | 6.º     | 5.º     | 5.º     | 5.º     | 5.º     | 5.º     | 7.º     | 7.º     | 7.º     | 6.º     | 6.º     | 6.º     | 7.º     |
| 2023/24 | 2024/25 | 2025/26 |         |         |         |         |         |         |         |         |         |         |         |         |         |
| 7.º     | 7.º     |         |         |         |         |         |         |         |         |         |         |         |         |         |         |

## Temporada 2024–25

### Clubes
| Clube              | Cidade                 | Associação       | Estádio                               | Lotação | Nível |
| ------------------ | ---------------------- | ---------------- | ------------------------------------- | ------- | ----- |
| Arouca             | Arouca                 | AF Aveiro        | Estádio Municipal de Arouca           | 5.600   | 3     |
| AVS SAD            | Vila das Aves          | AF Porto         | Estádio do Desportivo das Aves        | 6.230   | 3     |
| Benfica            | Lisboa                 | AF Lisboa        | Estádio da Luz                        | 68.100  | 1     |
| Boavista           | Porto                  | AF Porto         | Estádio do Bessa                      | 28.263  | 1     |
| Braga              | Braga                  | AF Braga         | Estádio Municipal de Braga            | 30.286  | 1     |
| Casa Pia           | Lisboa                 | AF Lisboa        | Estádio Municipal de Rio Maior        | 6.925   | 3     |
| Estoril            | Estoril                | AF Lisboa        | Estádio António Coimbra da Mota       | 8.000   | 3     |
| Estrela da Amadora | Amadora                | AF Lisboa        | Estádio José Gomes                    | 9.288   | 3     |
| Famalicão          | Vila Nova de Famalicão | AF Braga         | Estádio Municipal 22 de Junho         | 5.186   | 3     |
| Farense            | Faro                   | AF Algarve       | Estádio de São Luís                   | 7.000   | 3     |
| Farense            | Faro                   | AF Algarve       | Estádio Algarve                       | 22.000  | 3     |
| Gil Vicente        | Barcelos               | AF Braga         | Estádio Cidade de Barcelos            | 12.046  | 1     |
| Moreirense         | Moreira de Cónegos     | AF Braga         | Estádio C. Joaquim de Almeida Freitas | 6.150   | 2     |
| Nacional           | Funchal                | AF Madeira       | Estádio da Madeira                    | 5.200   | 2     |
| Porto              | Porto                  | AF Porto         | Estádio do Dragão                     | 50.033  | 1     |
| Rio Ave            | Vila do Conde          | AF Porto         | Estádio dos Arcos                     | 5.300   | 3     |
| Santa Clara        | Ponta Delgada          | AF Ponta Delgada | Estádio de São Miguel                 | 12.500  | 3     |
| Sporting           | Lisboa                 | AF Lisboa        | Estádio José Alvalade                 | 50.095  | 1     |
| Vitória SC         | Guimarães              | AF Braga         | Estádio D. Afonso Henriques           | 30.029  | 1     |

### Equipas
| Clube              | Treinador           | Capitão          |
| ------------------ | ------------------- | ---------------- |
| Arouca             | Gonzalo García      | David Simão      |
| AVS SAD            | Vítor Campelos      | Luís Silva       |
| Benfica            | Roger Schmidt       | Nicolás Otamendi |
| Boavista           | Cristiano Bacci     | Seba Pérez       |
| Braga              | Daniel Sousa        | Ricardo Horta    |
| Casa Pia           | João Pereira        |                  |
| Estoril            | Ian Cathro          | Dani Figueira    |
| Estrela da Amadora | Filipe Martins      | Miguel Lopes     |
| Famalicão          | Armando Evangelista | Riccieli         |
| Farense            | José Mota           |                  |
| Gil Vicente        | Tozé Marreco        | Rúben Fernandes  |
| Moreirense         | César Peixoto       |                  |
| Nacional           | Tiago Margarido     | João Aurélio     |
| Porto              | Vítor Bruno         |                  |
| Rio Ave            | Luís Freire         | Vítor Gomes      |
| Santa Clara        | Vasco Matos         | Paulo Henrique   |
| Sporting           | Rúben Amorim        | Morten Hjulmand  |
| Vitória SC         | Rui Borges          | Bruno Varela     |

### Associações de futebol
| Associação    | Nº Clubes | Clubes                                                           |
| ------------- | --------- | ---------------------------------------------------------------- |
| Braga         | 5         | Braga, Famalicão, Gil Vicente, Moreirense e Vitória de Guimarães |
| Lisboa        | 5         | Benfica, Casa Pia, Estoril Praia, Estrela da Amadora e Sporting  |
| Porto         | 4         | AVS SAD, Boavista, Porto e Rio Ave                               |
| Aveiro        | 1         | Arouca                                                           |
| Algarve       | 1         | Farense                                                          |
| Madeira       | 1         | Nacional                                                         |
| Ponta Delgada | 1         | Santa Clara                                                      |

## Campeões nacionais
| Época   | Vencedor        | Capitão            | Treinador                 |
| ------- | --------------- | ------------------ | ------------------------- |
| 1934–35 | Porto           |                    | Joseph Szabo              |
| 1935–36 | Benfica         | Gustavo Teixeira   | Vítor Gonçalves           |
| 1936–37 | Benfica         | Gustavo Teixeira   | Lippo Hertzka             |
| 1937–38 | Benfica (3)     | Gustavo Teixeira   | Lippo Hertzka             |
| 1938–39 | Porto           | Carlos Nunes       | Miguel Siska              |
| 1939–40 | Porto (3)       | António Santos     | Miguel Siska              |
| 1940–41 | Sporting        | Rui Araújo         | Joseph Szabo              |
| 1941–42 | Benfica         | Alfredo Valadas    | János Biri                |
| 1942–43 | Benfica (5)     | Alfredo Valadas    | János Biri                |
| 1943–44 | Sporting (2)    | Álvaro Cardoso     | Joseph Szabo              |
| 1944–45 | Benfica (6)     | Francisco Albino   | János Biri                |
| 1945–46 | Belenenses      | Mariano Amaro      | Augusto Silva             |
| 1946–47 | Sporting        | Álvaro Cardoso     | Robert Kelly              |
| 1947–48 | Sporting        | Álvaro Cardoso     | Cândido de Oliveira       |
| 1948–49 | Sporting (5)    | Azevedo            | Cândido de Oliveira       |
| 1949–50 | Benfica (7)     | Francisco Ferreira | Ted Smith                 |
| 1950–51 | Sporting        | Azevedo            | Randolph Galloway         |
| 1951–52 | Sporting        | Passos             | Randolph Galloway         |
| 1952–53 | Sporting        | Passos             | Randolph Galloway         |
| 1953–54 | Sporting (9)    | Passos             | Joseph Szabo              |
| 1954–55 | Benfica (8)     | Arsénio            | Otto Glória               |
| 1955–56 | Porto (4)       | Monteiro da Costa  | Dorival Knipel (Yustrich) |
| 1956–57 | Benfica (9)     | Fernando Caiado    | Otto Glória               |
| 1957–58 | Sporting (10)   | José Travassos     | Enrique Fernández         |
| 1958–59 | FC Porto (5)    | Monteiro da Costa  | Béla Guttmann             |
| 1959–60 | Benfica         | Artur Santos       | Béla Guttmann             |
| 1960–61 | Benfica (11)    | Artur Santos       | Béla Guttmann             |
| 1961–62 | Sporting (11)   | Fernando Mendes    | Juca                      |
| 1962–63 | Benfica         | José Águas         | Fernando Riera            |
| 1963–64 | Benfica         | José Águas         | Lajos Czeizler            |
| 1964–65 | Benfica (14)    | Mário Coluna       | Elek Schwartz             |
| 1965–66 | Sporting (12)   | Fernando Mendes    | Otto Glória               |
| 1966–67 | Benfica         | Mário Coluna       | Fernando Riera            |
| 1967–68 | Benfica         | Mário Coluna       | Otto Glória               |
| 1968–69 | Benfica (17)    | Mário Coluna       | Otto Glória               |
| 1969–70 | Sporting (13)   |                    | Fernando Vaz              |
| 1970–71 | Benfica         | António Simões     | Jimmy Hagan               |
| 1971–72 | Benfica         | António Simões     | Jimmy Hagan               |
| 1972–73 | Benfica (20)    | António Simões     | Jimmy Hagan               |
| 1973–74 | Sporting (14)   | Vítor Damas        | Mário Lino                |
| 1974–75 | Benfica         | Toni               | Milorad Pavić             |
| 1975–76 | Benfica         | Toni               | Mário Wilson              |
| 1976–77 | Benfica (23)    | Toni               | John Mortimore            |
| 1977–78 | Porto           | Rodolfo            | José Maria Pedroto        |
| 1978–79 | Porto (7)       | Rodolfo            | José Maria Pedroto        |
| 1979–80 | Sporting (15)   | Manuel Fernandes   | Fernando Mendes           |
| 1980–81 | Benfica (24)    | Humberto Coelho    | Lajos Baróti              |
| 1981–82 | Sporting (16)   | Manuel Fernandes   | Malcolm Allison           |
| 1982–83 | Benfica         | Humberto Coelho    | Sven-Göran Eriksson       |
| 1983–84 | Benfica (26)    | Nené               | Sven-Göran Eriksson       |
| 1984–85 | Porto           | Fernando Gomes     | Artur Jorge               |
| 1985–86 | Porto (9)       | Fernando Gomes     | Artur Jorge               |
| 1986–87 | Benfica (27)    | Shéu Han           | John Mortimore            |
| 1987–88 | Porto (10)      | João Pinto         | Tomislav Ivić             |
| 1988–89 | Benfica (28)    | Shéu Han           | Toni                      |
| 1989–90 | Porto (11)      | João Pinto         | Artur Jorge               |
| 1990–91 | Benfica (29)    | António Veloso     | Sven-Göran Eriksson       |
| 1991–92 | Porto           | João Pinto         | Carlos Alberto Silva      |
| 1992–93 | Porto (13)      | João Pinto         | Carlos Alberto Silva      |
| 1993–94 | Benfica (30)    | António Veloso     | Toni                      |
| 1994–95 | Porto           | João Pinto         | Bobby Robson              |
| 1995–96 | Porto           | João Pinto         | Bobby Robson              |
| 1996–97 | Porto           | João Pinto         | António Oliveira          |
| 1997–98 | Porto           | Aloísio            | António Oliveira          |
| 1998–99 | Porto (18)      | Aloísio            | Fernando Santos           |
| 1999–00 | Sporting (17)   | Pedro Barbosa      | Augusto Inácio            |
| 2000–01 | Boavista        | Pedro Emanuel      | Jaime Pacheco             |
| 2001–02 | Sporting (18)   | Pedro Barbosa      | László Bölöni             |
| 2002–03 | Porto           | Jorge Costa        | José Mourinho             |
| 2003–04 | Porto (20)      | Jorge Costa        | José Mourinho             |
| 2004–05 | Benfica (31)    | Simão Sabrosa      | Giovanni Trapattoni       |
| 2005–06 | Porto           | Pedro Emanuel      | Co Adriaanse              |
| 2006–07 | Porto           | Pedro Emanuel      | Jesualdo Ferreira         |
| 2007–08 | Porto           | Pedro Emanuel      | Jesualdo Ferreira         |
| 2008–09 | Porto (24)      | Pedro Emanuel      | Jesualdo Ferreira         |
| 2009–10 | Benfica (32)    | Nuno Gomes         | Jorge Jesus               |
| 2010–11 | Porto           | Helton             | André Villas-Boas         |
| 2011–12 | Porto           | Helton             | Vítor Pereira             |
| 2012–13 | Porto (27)      | Helton             | Vítor Pereira             |
| 2013–14 | Benfica         | Luisão             | Jorge Jesus               |
| 2014–15 | Benfica         | Luisão             | Jorge Jesus               |
| 2015–16 | Benfica         | Luisão             | Rui Vitória               |
| 2016–17 | Benfica (36)    | Luisão             | Rui Vitória               |
| 2017–18 | Porto (28)      | Héctor Herrera     | Sérgio Conceição          |
| 2018–19 | Benfica (37)    | Jardel             | Bruno Lage                |
| 2019–20 | Porto (29)      | Danilo Pereira     | Sérgio Conceição          |
| 2020–21 | Sporting (19)   | Sebastián Coates   | Rúben Amorim              |
| 2021–22 | Porto (30)      | Pepe               | Sérgio Conceição          |
| 2022–23 | SL Benfica (38) | Otamendi           | Roger Schmidt             |
| 2023–24 | Sporting (20)   | Sebastián Coates   | Rúben Amorim              |
| 2024–25 | Sporting (21)   | Morten Hjulmand    | Rui Manuel Borges         |

## Edições do Campeonato Nacional
| Época                          | Campeão    | Campeão | Campeão | 2º Classificado | 2º Classificado | 3º Classificado   | 3º Classificado | Formato | Formato |
| Época                          | Clube      | Pts     | ↔       | Clube           | Pts             | Clube             | Pts             | C.      | J.      |
| ------------------------------ | ---------- | ------- | ------- | --------------- | --------------- | ----------------- | --------------- | ------- | ------- |
| 1934–35                        | FC Porto   | 22      | +2      | Sporting        | 20              | Benfica           | 19              | 8       | 14      |
| 1935–36                        | Benfica    | 21      | +1      | FC Porto        | 20              | Sporting          | 18              | 8       | 14      |
| 1936–37                        | Benfica    | 24      | +1      | Belenenses      | 23              | Sporting          | 20              | 8       | 14      |
| 1937–38                        | Benfica    | 23      | =       | FC Porto        | 23              | Sporting          | 23              | 8       | 14      |
| 1938–39                        | FC Porto   | 23      | +1      | Sporting        | 22              | Benfica           | 21              | 8       | 14      |
| 1939–40                        | FC Porto   | 34      | +2      | Sporting        | 32              | Belenenses        | 25              | 10      | 18      |
| 1940–41                        | Sporting   | 23      | +3      | FC Porto        | 20              | Belenenses        | 19              | 8       | 14      |
| 1941–42                        | Benfica    | 38      | +4      | Sporting        | 34              | Belenenses        | 30              | 12      | 22      |
| 1942–43                        | Benfica    | 30      | +1      | Sporting        | 29              | Belenenses        | 28              | 10      | 18      |
| 1943–44                        | Sporting   | 31      | +5      | Benfica         | 26              | Atlético          | 24              | 10      | 18      |
| 1944–45                        | Benfica    | 30      | +3      | Sporting        | 27              | Belenenses        | 27              | 10      | 18      |
| 1945–46                        | Belenenses | 38      | +1      | Benfica         | 37              | Sporting          | 32              | 12      | 22      |
| 1946–47                        | Sporting   | 47      | +6      | Benfica         | 41              | Belenenses        | 33              | 14      | 26      |
| 1947–48                        | Sporting   | 41      | =       | Benfica         | 41              | Belenenses        | 37              | 14      | 26      |
| 1948–49                        | Sporting   | 42      | +5      | Benfica         | 37              | Belenenses        | 35              | 14      | 26      |
| 1949–50                        | Benfica    | 45      | +6      | Sporting        | 39              | Atlético          | 30              | 14      | 26      |
| 1950–51                        | Sporting   | 45      | +11     | FC Porto        | 34              | Benfica           | 30              | 14      | 26      |
| 1951–52                        | Sporting   | 41      | +1      | Benfica         | 40              | FC Porto          | 36              | 14      | 26      |
| 1952–53                        | Sporting   | 43      | +4      | Benfica         | 39              | Belenenses        | 36              | 14      | 26      |
| 1953–54                        | Sporting   | 43      | +7      | FC Porto        | 36              | Benfica           | 32              | 14      | 26      |
| 1954–55                        | Benfica    | 39      | =       | Belenenses      | 39              | Sporting          | 37              | 14      | 26      |
| 1955–56                        | FC Porto   | 43      | =       | Benfica         | 43              | Belenenses        | 37              | 14      | 26      |
| 1956–57                        | Benfica    | 41      | +1      | FC Porto        | 40              | Belenenses        | 33              | 14      | 26      |
| 1957–58                        | Sporting   | 43      | =       | FC Porto        | 43              | Benfica           | 36              | 14      | 26      |
| 1958–59                        | FC Porto   | 41      | =       | Benfica         | 41              | Belenenses        | 38              | 14      | 26      |
| 1959–60                        | Benfica    | 45      | +2      | Sporting        | 43              | Belenenses        | 36              | 14      | 26      |
| 1960–61                        | Benfica    | 46      | +4      | Sporting        | 42              | FC Porto          | 33              | 14      | 26      |
| 1961–62                        | Sporting   | 43      | +2      | FC Porto        | 41              | Benfica           | 36              | 14      | 26      |
| 1962–63                        | Benfica    | 48      | +6      | FC Porto        | 42              | Sporting          | 38              | 14      | 26      |
| 1963–64                        | Benfica    | 46      | +6      | FC Porto        | 40              | Sporting          | 34              | 14      | 26      |
| 1964–65                        | Benfica    | 43      | +6      | FC Porto        | 37              | CUF Barreiro      | 35              | 14      | 26      |
| 1965–66                        | Sporting   | 42      | +1      | Benfica         | 41              | FC Porto          | 34              | 14      | 26      |
| 1966–67                        | Benfica    | 43      | +3      | Académica       | 40              | FC Porto          | 39              | 14      | 26      |
| 1967–68                        | Benfica    | 41      | +4      | Sporting        | 37              | FC Porto          | 36              | 14      | 26      |
| 1968–69                        | Benfica    | 39      | +2      | FC Porto        | 37              | V. Guimarães      | 36              | 14      | 26      |
| 1969–70                        | Sporting   | 46      | +8      | Benfica         | 38              | V. Setúbal        | 36              | 14      | 26      |
| 1970–71                        | Benfica    | 41      | +3      | Sporting        | 38              | FC Porto          | 37              | 14      | 26      |
| 1971–72                        | Benfica    | 55      | +10     | V. Setúbal      | 45              | Sporting          | 43              | 16      | 30      |
| 1972–73                        | Benfica ‡  | 58      | +18     | Belenenses      | 40              | V. Setúbal        | 38              | 16      | 30      |
| 1973–74                        | Sporting   | 49      | +2      | Benfica         | 47              | V. Setúbal        | 45              | 16      | 30      |
| 1974–75                        | Benfica    | 49      | +5      | FC Porto        | 44              | Sporting          | 43              | 16      | 30      |
| 1975–76                        | Benfica    | 50      | +2      | Boavista        | 48              | Belenenses        | 40              | 16      | 30      |
| 1976–77                        | Benfica    | 51      | +9      | Sporting        | 42              | FC Porto          | 41              | 16      | 30      |
| 1977–78                        | FC Porto   | 51      | =       | Benfica         | 51              | Sporting          | 42              | 16      | 30      |
| 1978–79                        | FC Porto   | 50      | +2      | Benfica         | 49              | Sporting          | 42              | 16      | 30      |
| 1979–80                        | Sporting   | 52      | +2      | FC Porto        | 50              | Benfica           | 45              | 16      | 30      |
| 1980–81                        | Benfica    | 50      | +2      | FC Porto        | 48              | Sporting          | 37              | 16      | 30      |
| 1981–82                        | Sporting   | 46      | +2      | Benfica         | 44              | FC Porto          | 43              | 16      | 30      |
| 1982–83                        | Benfica    | 51      | +4      | FC Porto        | 47              | Sporting          | 42              | 16      | 30      |
| 1983–84                        | Benfica    | 52      | +3      | FC Porto        | 49              | Sporting          | 42              | 16      | 30      |
| 1984–85                        | FC Porto   | 55      | +8      | Sporting        | 47              | Benfica           | 43              | 16      | 30      |
| 1985–86                        | FC Porto   | 49      | +2      | Benfica         | 47              | Sporting          | 46              | 16      | 30      |
| 1986–87                        | Benfica    | 48      | +2      | FC Porto        | 46              | V. Guimarães      | 41              | 16      | 30      |
| 1987–88                        | FC Porto   | 66      | +15     | Benfica         | 51              | Belenenses        | 48              | 20      | 38      |
| 1988–89                        | Benfica    | 63      | +7      | FC Porto        | 56              | Boavista          | 49              | 20      | 38      |
| 1989–90                        | FC Porto   | 59      | +4      | Benfica         | 55              | Sporting          | 46              | 18      | 34      |
| 1990–91                        | Benfica    | 69      | +2      | FC Porto        | 67              | Sporting          | 57              | 20      | 38      |
| 1991–92                        | FC Porto   | 56      | +10     | Benfica         | 46              | Boavista          | 44              | 18      | 34      |
| 1992–93                        | FC Porto   | 54      | +2      | Benfica         | 52              | Sporting          | 45              | 18      | 34      |
| 1993–94                        | Benfica    | 54      | +2      | FC Porto        | 52              | Sporting          | 51              | 18      | 34      |
| 1994–95                        | FC Porto   | 62      | +9      | Sporting        | 53              | Benfica           | 49              | 18      | 34      |
| Vitória passa a valer 3 pontos |            |         |         |                 |                 |                   |                 |         |         |
| 1995–96                        | FC Porto   | 84      | +11     | Benfica         | 73              | Sporting          | 67              | 18      | 34      |
| 1996–97                        | FC Porto   | 85      | +13     | Sporting        | 72              | Benfica           | 58              | 18      | 34      |
| 1997–98                        | FC Porto   | 77      | +9      | Benfica         | 68              | V. Guimarães      | 59              | 18      | 34      |
| 1998–99                        | FC Porto   | 79      | +8      | Boavista        | 71              | Benfica           | 65              | 18      | 34      |
| 1999–00                        | Sporting   | 77      | +4      | FC Porto        | 73              | Benfica           | 69              | 18      | 34      |
| 2000–01                        | Boavista   | 77      | +1      | FC Porto        | 76              | Sporting          | 62              | 18      | 34      |
| 2001–02                        | Sporting   | 75      | +5      | Boavista        | 70              | FC Porto          | 68              | 18      | 34      |
| 2002–03                        | FC Porto   | 86      | +11     | Benfica         | 75              | Sporting          | 59              | 18      | 34      |
| 2003–04                        | FC Porto   | 82      | +8      | Benfica         | 74              | Sporting          | 73              | 18      | 34      |
| 2004–05                        | Benfica    | 65      | +3      | FC Porto        | 62              | Sporting          | 61              | 18      | 34      |
| 2005–06                        | FC Porto   | 79      | +7      | Sporting        | 72              | Benfica           | 67              | 18      | 34      |
| 2006–07                        | FC Porto   | 69      | +1      | Sporting        | 68              | Benfica           | 67              | 16      | 30      |
| 2007–08                        | FC Porto   | 75      | +20     | Sporting        | 55              | V. Guimarães      | 53              | 16      | 30      |
| 2008–09                        | FC Porto   | 70      | +4      | Sporting        | 66              | Benfica           | 59              | 16      | 30      |
| 2009–10                        | Benfica    | 76      | +5      | SC Braga        | 71              | FC Porto          | 68              | 16      | 30      |
| 2010–11                        | FC Porto ‡ | 84      | +21     | Benfica         | 63              | Sporting          | 48              | 16      | 30      |
| 2011–12                        | FC Porto   | 75      | +6      | Benfica         | 69              | SC Braga          | 62              | 16      | 30      |
| 2012–13                        | FC Porto ‡ | 78      | +1      | Benfica         | 77              | Paços de Ferreira | 54              | 16      | 30      |
| 2013–14                        | Benfica    | 74      | +7      | Sporting        | 67              | FC Porto          | 61              | 16      | 30      |
| 2014–15                        | Benfica    | 85      | +3      | FC Porto        | 82              | Sporting          | 76              | 18      | 34      |
| 2015–16                        | Benfica    | 88      | +2      | Sporting        | 86              | FC Porto          | 73              | 18      | 34      |
| 2016–17                        | Benfica    | 82      | +6      | FC Porto        | 76              | Sporting          | 67              | 18      | 34      |
| 2017–18                        | FC Porto   | 88      | +7      | Benfica         | 81              | Sporting          | 78              | 18      | 34      |
| 2018–19                        | Benfica    | 87      | +2      | FC Porto        | 85              | Sporting          | 74              | 18      | 34      |
| 2019–20                        | FC Porto   | 82      | +5      | Benfica         | 77              | SC Braga          | 60              | 18      | 34      |
| 2020–21                        | Sporting   | 85      | +5      | FC Porto        | 80              | Benfica           | 76              | 18      | 34      |
| 2021–22                        | FC Porto   | 91      | +6      | Sporting        | 85              | Benfica           | 74              | 18      | 34      |
| 2022–23                        | Benfica    | 87      | +2      | FC Porto        | 85              | SC Braga          | 78              | 18      | 34      |
| 2023–24                        | Sporting   | 90      | +10     | Benfica         | 80              | FC Porto          | 72              | 18      | 34      |
| 2024–25                        | Sporting   | 82      | +2      | Benfica         | 80              | FC Porto          | 71              | 18      | 34      |

| Legenda |
| Triplete (conquista do Campeonato, da Taça de Portugal e da Taça da Liga ou prova precursora na mesma época) |
| Dobradinha (conquista do Campeonato e da Taça de Portugal na mesma época)                                    |
| ‡ Campeão Invicto (sem qualquer derrota no Campeonato)                                                       |

## Palmarés do Campeonato Nacional
Desde a criação da Primeira Liga na época 1934–35 um total de cinco clubes foram campeões nacionais.
| N.º  | Clube                | Títulos | 2.º Lugar | 3.º Lugar | Épocas dos Títulos |
| ---- | -------------------- | ------- | --------- | --------- | --- |
| 1.º  | SL Benfica           | 38      | 31        | 17        | 1935–36, 1936–37, 1937–38, 1941–42, 1942–43, 1944–45, 1949–50, 1954–55, 1956–57, 1959–60, 1960–61, 1962–63, 1963–64, 1964–65, 1966–67, 1967–68, 1968–69, 1970–71, 1971–72, 1972–73, 1974–75, 1975–76, 1976–77, 1980–81, 1982–83, 1983–84, 1986–87, 1988–89, 1990–91, 1993–94, 2004–05, 2009–10, 2013–14, 2014–15, 2015–16, 2016–17, 2018–19, 2022–23 |
| 2.º  | FC Porto             | 30      | 29        | 14        | 1934–35, 1938–39, 1939–40, 1955–56, 1958–59, 1977–78, 1978–79, 1984–85, 1985–86, 1987–88, 1989–90, 1991–92, 1992–93, 1994–95, 1995–96, 1996–97, 1997–98, 1998–99, 2002–03, 2003–04, 2005–06, 2006–07, 2007–08, 2008–09, 2010–11, 2011–12, 2012–13, 2017–18, 2019–20, 2021–22                                                                         |
| 3.º  | Sporting CP          | 21      | 22        | 29        | 1940–41, 1943–44, 1946–47, 1947–48, 1948–49, 1950–51, 1951–52, 1952–53, 1953–54, 1957–58, 1961–62, 1965–66, 1969–70, 1973–74, 1979–80, 1981–82, 1999–00, 2001–02, 2020–21, 2023–24, 2024–25 |
| 4.º  | Os Belenenses        | 1       | 3         | 15        | 1945–46 |
| 5.º  | Boavista FC          | 1       | 3         | 2         | 2000–01 |
| 6.º  | Vitória de Setúbal   | –       | 1         | 3         | – |
| 7.º  | SC Braga             | –       | 1         | 3         | – |
| 8.º  | Académica            | –       | 1         | –         | – |
| 9.º  | Vitória de Guimarães | –       | –         | 4         | – |
| 10.º | Atlético CP          | –       | –         | 2         | – |
| 11.º | CUF Barreiro         | –       | –         | 1         | – |
| 12.º | FC Paços de Ferreira | –       | –         | 1         | – |

## Quadro de honra

### Vitórias consecutivas
Até ao momento três clubes conseguiram vitórias consecutivas no campeonato nacional.
| N.º | Clube    | Pentas | Tetras | Tris | Bis |
| --- | -------- | ------ | ------ | ---- | --- |
| 1.º | FC Porto | 1      | 2      | 3    | 8   |
| 2.º | Benfica  | –      | 1      | 6    | 9   |
| 3.º | Sporting | –      | 1      | 2    | 3   |

### Treinadores
Desde a sua criação venceram o Campeonato Nacional um total de 47 treinadores.
| N.º  | Treinador            | Títulos | Clubes                     |
| ---- | -------------------- | ------- | -------------------------- |
| 1.º  | Otto Glória          | 5       | Benfica (3), Sporting (2)  |
| 2.º  | Joseph Szabo         | 4       | Sporting (3), FC Porto (1) |
| 3.º  | János Biri           | 3       | Benfica (3)                |
| –    | Randolph Galloway    | 3       | Sporting (3)               |
| –    | Béla Guttmann        | 3       | Benfica (2), FC Porto (1)  |
| –    | Jimmy Hagan          | 3       | Benfica (3)                |
| –    | Sven-Goran Eriksson  | 3       | Benfica (3)                |
| –    | Artur Jorge          | 3       | FC Porto (3)               |
| –    | Jesualdo Ferreira    | 3       | FC Porto (3)               |
| –    | Jorge Jesus          | 3       | Benfica (3)                |
| –    | Sérgio Conceição     | 3       | FC Porto (3)               |
| 12.º | Lippo Hertzka        | 2       | Benfica (2)                |
| –    | Mihály Siska         | 2       | FC Porto (2)               |
| –    | Cândido de Oliveira  | 2       | Sporting (2)               |
| –    | Fernando Riera       | 2       | Benfica (2)                |
| –    | José Maria Pedroto   | 2       | FC Porto (2)               |
| –    | John Mortimore       | 2       | Benfica (2)                |
| –    | Toni                 | 2       | Benfica (2)                |
| –    | Carlos Alberto Silva | 2       | FC Porto (2)               |
| –    | Bobby Robson         | 2       | FC Porto (2)               |
| –    | António Oliveira     | 2       | FC Porto (2)               |
| –    | José Mourinho        | 2       | FC Porto (2)               |
| –    | Vítor Pereira        | 2       | FC Porto (2)               |
| –    | Rui Vitória          | 2       | Benfica (2)                |
| –    | Rúben Amorim         | 2       | Sporting (2)               |
| 25.º | Augusto Silva        | 1       | Belenenses (1)             |
| –    | Robert Kelly         | 1       | Sporting (1)               |
| –    | Ted Smith            | 1       | Benfica (1)                |
| –    | Dorival Yustrich     | 1       | FC Porto (1)               |
| –    | Enrique Fernandez    | 1       | Sporting (1)               |
| –    | Juca                 | 1       | Sporting (1)               |
| –    | Lajos Czeizler       | 1       | Benfica (1)                |
| –    | Elek Schwartz        | 1       | Benfica (1)                |
| –    | Fernando Vaz         | 1       | Sporting (1)               |
| –    | Mário Lino           | 1       | Sporting (1)               |
| –    | Milorad Pavić        | 1       | Benfica (1)                |
| –    | Mário Wilson         | 1       | Benfica (1)                |
| –    | Fernando Mendes      | 1       | Sporting (1)               |
| –    | Lajos Baróti         | 1       | Benfica (1)                |
| –    | Malcolm Allison      | 1       | Sporting (1)               |
| –    | Tomislav Ivić        | 1       | FC Porto (1)               |
| –    | Fernando Santos      | 1       | FC Porto (1)               |
| –    | Augusto Inácio       | 1       | Sporting (1)               |
| –    | Jaime Pacheco        | 1       | Boavista (1)               |
| –    | Laszlo Boloni        | 1       | Sporting (1)               |
| –    | Giovanni Trapattoni  | 1       | Benfica (1)                |
| –    | Co Adriaanse         | 1       | FC Porto (1)               |
| –    | André Villas-Boas    | 1       | FC Porto (1)               |
| –    | Bruno Lage           | 1       | Benfica (1)                |
| –    | Roger Schmidt        | 1       | Benfica (1)                |
| –    | Rui Manuel Borges    | 1       | Sporting (1)               |

### Jogadores
| N.º  | Treinador       | Títulos | Pos. | Clubes   |
| ---- | --------------- | ------- | ---- | -------- |
| 1.º  | Eusébio         | 11      | AV   | Benfica  |
| 2.º  | Mário Coluna    | 10      | AV   | Benfica  |
| –    | António Simões  | 10      | AV   | Benfica  |
| –    | Nené            | 10      | AV   | Benfica  |
| –    | Vítor Baía      | 10      | GR   | FC Porto |
| 6.º  | Cavém           | 9       | MD   | Benfica  |
| –    | José Torres     | 9       | AV   | Benfica  |
| –    | Shéu            | 9       | MD   | Benfica  |
| –    | João Pinto      | 9       | DF   | FC Porto |
| 10.º | Albano Pereira  | 8       | AV   | Sporting |
| –    | José Travassos  | 8       | MD   | Sporting |
| –    | Manuel Vasques  | 8       | MD   | Sporting |
| –    | José Augusto    | 8       | AV   | Benfica  |
| –    | Fernando Cruz   | 8       | DF   | Benfica  |
| –    | José Henrique   | 8       | GR   | Benfica  |
| –    | Humberto Coelho | 8       | DF   | Benfica  |
| –    | Manuel Bento    | 8       | GR   | Benfica  |
| –    | José Semedo     | 8       | MD   | FC Porto |
| –    | Jorge Costa     | 8       | DF   | FC Porto |

### Associações de futebol
Até hoje duas associações de futebol têm clubes campeões nacionais como filiados.
| N.º | Treinador | Títulos | Clubes                                      |
| --- | --------- | ------- | ------------------------------------------- |
| 1.º | AF Lisboa | 60      | Benfica (38), Sporting (21), Belenenses (1) |
| 2.º | AF Porto  | 31      | FC Porto (30), Boavista (1)                 |

## Recordes
- Com 38 títulos de campeão nacional conquistados, o Benfica é o clube com mais títulos na prova.
- Com 5 títulos de campeão nacional conquistados, Otto Glória é o treinador com mais títulos na prova.
- Com 11 títulos de campeão nacional conquistados, Eusébio é o jogador com mais títulos na prova.
- Com 23 títulos de campeão nacional conquistados, Pinto da Costa é o presidente com mais títulos na prova.
- Com 332 golos marcados, Fernando Peyroteo é o jogador com mais golos na prova.
- Com 6105 golos marcados, o Benfica é o clube com mais golos na prova.
- Com 486 jogos realizados, Manuel Fernandes é o jogador com mais partidas realizadas na prova.
- O Eusébio é jogador mais vezes melhor marcador, 7 épocas no total.
- O Benfica é o clube com mais melhores marcadores numa época, 31 no total.
- Com 1 penta (5 títulos seguidos), o Porto é o clube com mais títulos consecutivos.
- Com 2 tetras (4 títulos seguidos), o Porto é o clube com tetracampeonatos na prova.
- Com 6 tris (3 títulos seguidos), o Benfica é o clube com tricampeonatos na prova.
- Com 9 bis (2 títulos seguidos), o Benfica é o clube com bicampeonatos na prova.
- Com 60 títulos conquistados pelos seus clubes a AF Lisboa é associação com mais títulos na prova e com mais vencedores distintos sendo eles 3 (Benfica, Sporting e Belenenses).
- Na época 1972–73, o Benfica venceu a Liga Portuguesa sem derrotas, totalizando 58 pontos em 30 jogos (28 vitórias e 2 empates), com o máximo aproveitamento na história da competição (96,7% dos pontos alcançados). Nesta temporada, o Benfica estabeleceu o recorde de maior número de vitórias consecutivas (23) na Liga Portuguesa e no total das Ligas Europeias. O Benfica também estabeleceu o recorde da Liga Portuguesa para a maior distância sobre o segundo classificado (18 pontos), num campeonato disputado a 2 pontos por vitória.
- Na época 1973–74, o jogador do Sporting, Hector Yazalde marcou 46 golos, o recorde de golos de um jogador numa época.
- Na época 1977–78, o Benfica terminou a Liga Portuguesa sem derrotas pela segunda vez (21 vitórias e 9 empates). No entanto, terminou o campeonato em segundo lugar.
- Na época 1990–91, o Benfica atingiu a pontuação recorde de 69 pontos na Primeira Liga (101 pontos caso a vitória vale-se 3 pontos) o maior número de pontos feitos no campeonato português.
- Na época 1998–99, o Porto tornou-se a única equipa a vencer cinco campeonatos de forma consecutiva.
- Na época 2010–11, o Benfica estabeleceu o novo recorde nacional de vitórias ao atingir a marca de 18 triunfos consecutivos.
- Na época 2010–11, o Porto venceu a Liga Portuguesa sem derrotas, tendo somado 84 pontos em 30 jogos (27 vitórias e 3 empates), com o máximo aproveitamento na história da competição desde que a vitória vale 3 pontos (93,3% dos pontos alcançados). Nesta temporada, o Porto estabeleceu o recorde da Liga Portuguesa para a maior distância sobre o segundo classificado (21 pontos), num campeonato disputado a 3 pontos por vitória.
- Na época 2012–13, o Porto venceu a Liga Portuguesa sem derrotas pela segunda vez (24 vitórias e 6 empates), tornando-se no único clube campeão invicto por duas vezes na competição.
- Na época 2015–16, o Benfica atingiu a pontuação de 88 pontos na Primeira Liga, fruto de 29 vitórias, 1 empate e 4 derrotas em 34 jogos.
- Na época  2017–18, o Porto igualou a pontuação de 88 pontos na Primeira Liga, fruto de 28 vitórias, 4 empates e 2 derrotas em 34 jogos.
- Na época 2018–19, o Porto igualou o recorde nacional de vitórias ao atingir a marca de 18 triunfos consecutivos.
- Na época 2021–22, o Porto atingiu a pontuação recorde de 91 pontos na Primeira Liga, fruto de 29 vitórias, 4 empates e 1 derrota em 34 jogos (desde que as vitórias valem 3 pontos).

## Tripletes e dobradinhas
Em Portugal um triplete consiste na conquista do Campeonato, da Taça de Portugal e da Taça da Liga (ou prova precursora) na mesma época. Uma dobradinha implica vencer o Campeonato e a Taça de Portugal na mesma época.

### Clubes
| N.º | Clube       | Tripletes | Dobradinhas | Épocas                                                                                            |
| --- | ----------- | --------- | ----------- | ------------------------------------------------------------------------------------------------- |
| 1.º | SL Benfica  | 2         | 11          | 1942–43, 1954–55, 1956–57, 1963–64, 1968–69, 1971–72, 1980–81, 1982–83, 1986–87, 2013–14, 2016–17 |
| 2.º | FC Porto    | –         | 9           | 1955–56, 1987–88, 1997–98, 2002–03, 2005–06, 2008–09, 2010–11, 2019–20, 2021–22                   |
| 3.º | Sporting CP | –         | 7           | 1940–41, 1947–48, 1953–54, 1973–74, 1981–82, 2001–02, 2024–25                                     |

### Treinadores
| N.º | Treinador           | Clube    | Tripletes | Dobradinhas | Épocas                    |
| --- | ------------------- | -------- | --------- | ----------- | ------------------------- |
| 1.º | Lajos Czeizler      | Benfica  | 1         | 1           | 1963–64                   |
| 1.º | Jorge Jesus         | Benfica  | 1         | 1           | 2013–14                   |
| 3.º | Otto Glória         | Benfica  | –         | 3           | 1954–55, 1956–57, 1968–69 |
| 4.º | Joseph Szabo        | Sporting | –         | 2           | 1940–41, 1953–54          |
| 4.º | Sérgio Conceição    | FC Porto | –         | 2           | 2019–20, 2021–22          |
| 6.º | János Biri          | Benfica  | –         | 1           | 1942–43                   |
| 6.º | Cândido de Oliveira | Sporting | –         | 1           | 1947–48                   |
| 6.º | Dorival Yustrich    | FC Porto | –         | 1           | 1955–56                   |
| 6.º | Jimmy Hagan         | Benfica  | –         | 1           | 1971–72                   |
| 6.º | Mário Lino          | Sporting | –         | 1           | 1973–74                   |
| 6.º | Lajos Baróti        | Benfica  | –         | 1           | 1980–81                   |
| 6.º | Malcolm Allison     | Sporting | –         | 1           | 1981–82                   |
| 6.º | Sven-Göran Eriksson | Benfica  | –         | 1           | 1982–83                   |
| 6.º | John Mortimore      | Benfica  | –         | 1           | 1986–87                   |
| 6.º | Tomislav Ivic       | FC Porto | –         | 1           | 1987–88                   |
| 6.º | António Oliveira    | FC Porto | –         | 1           | 1997–98                   |
| 6.º | László Bölöni       | Sporting | –         | 1           | 2001–02                   |
| 6.º | José Mourinho       | FC Porto | –         | 1           | 2002–03                   |
| 6.º | Jesualdo Ferreira   | FC Porto | –         | 1           | 2008–09                   |
| 6.º | André Villas-Boas   | FC Porto | –         | 1           | 2010–11                   |
| 6.º | Rui Vitória         | Benfica  | –         | 1           | 2016–17                   |

Nota: As épocas dos tripletes são apresentadas em negrito.

## Melhores marcadores

### Por época
A Bola de Prata, instituída pelo Jornal A Bola, é o prémio anualmente atribuído ao melhor marcador da Primeira Liga.

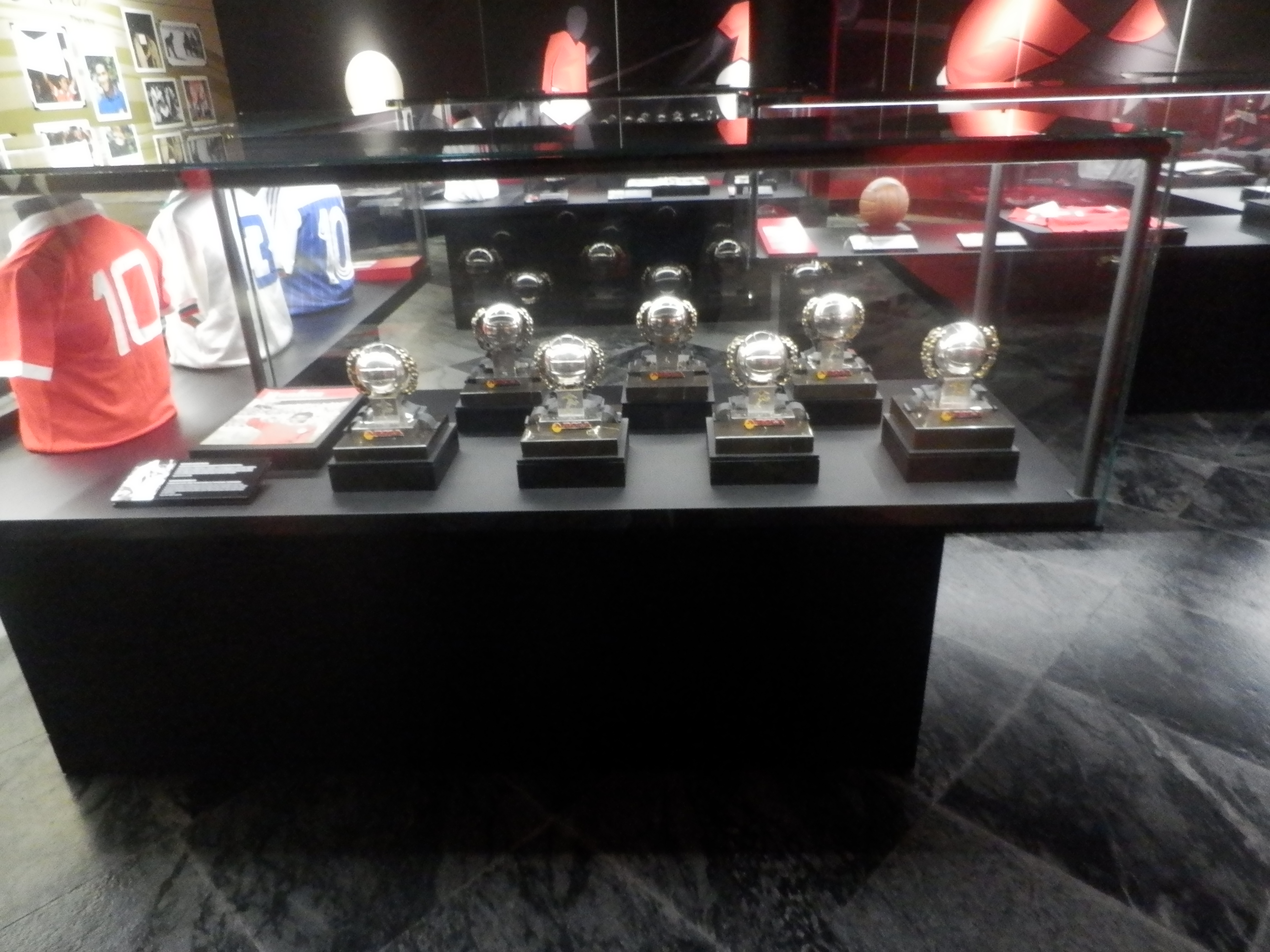
As 7 Bolas de Prata conquistadas por Eusébio, recorde na Primeira Liga, expostas no Museu Cosme Damião.

| Época   | Bola de Prata                  | Clube             | Golos |
| ------- | ------------------------------ | ----------------- | ----- |
| 1934–35 | Manuel Soeiro                  | Sporting          | 14    |
| 1935–36 | Pinga                          | FC Porto          | 21    |
| 1936–37 | Manuel Soeiro (2)              | Sporting          | 23    |
| 1937–38 | Peyroteo                       | Sporting          | 34    |
| 1938–39 | Costuras                       | FC Porto          | 18    |
| 1939–40 | Peyroteo (2) Slavko Kodrnja    | Sporting FC Porto | 29    |
| 1940–41 | Peyroteo (3)                   | Sporting          | 29    |
| 1941–42 | Correia Dias                   | FC Porto          | 36    |
| 1942–43 | Julinho                        | Benfica           | 24    |
| 1943–44 | Francisco Rodrigues            | V. Setúbal        | 28    |
| 1944–45 | Francisco Rodrigues (2)        | V. Setúbal        | 21    |
| 1945–46 | Peyroteo (4)                   | Sporting          | 39    |
| 1946–47 | Peyroteo (5)                   | Sporting          | 43    |
| 1947–48 | António Araújo                 | FC Porto          | 35    |
| 1948–49 | Peyroteo (6)                   | Sporting          | 39    |
| 1949–50 | Julinho (2)                    | Benfica           | 28    |
| 1950–51 | Manuel Vasques                 | Sporting          | 29    |
| 1951–52 | José Águas                     | Benfica           | 28    |
| 1952–53 | Matateu                        | Belenenses        | 29    |
| 1953–54 | João Martins                   | Sporting          | 31    |
| 1954–55 | Matateu (2)                    | Belenenses        | 32    |
| 1955–56 | José Águas (2)                 | Benfica           | 28    |
| 1956–57 | José Águas (3)                 | Benfica           | 30    |
| 1957–58 | Arsénio Duarte                 | CUF Barreiro      | 23    |
| 1958–59 | José Águas (4)                 | Benfica           | 26    |
| 1959–60 | Edmur Ribeiro                  | V. Guimarães      | 25    |
| 1960–61 | José Águas (5)                 | Benfica           | 27    |
| 1961–62 | Azumir Veríssimo               | FC Porto          | 23    |
| 1962–63 | José Torres                    | Benfica           | 26    |
| 1963–64 | Eusébio                        | Benfica           | 28    |
| 1964–65 | Eusébio (2)                    | Benfica           | 28    |
| 1965–66 | Eusébio (3) Ernesto Figueiredo | Benfica Sporting  | 25    |
| 1966–67 | Eusébio (4)                    | Benfica           | 31    |
| 1967–68 | Eusébio (5)                    | Benfica           | 42    |
| 1968–69 | Manuel António                 | Académica         | 19    |
| 1969–70 | Eusébio (6)                    | Benfica           | 20    |
| 1970–71 | Artur Jorge                    | Benfica           | 23    |
| 197172  | Artur Jorge (2)                | Benfica           | 27    |
| 1972–73 | Eusébio (7)                    | Benfica           | 40    |
| 1973–74 | Hector Yazalde                 | Sporting          | 46    |
| 1974–75 | Hector Yazalde (2)             | Sporting          | 30    |
| 1975–76 | Rui Jordão                     | Benfica           | 30    |
| 1976–77 | Fernando Gomes                 | FC Porto          | 26    |
| 1977–78 | Fernando Gomes (2)             | FC Porto          | 25    |
| 1978–79 | Fernando Gomes (3)             | FC Porto          | 27    |
| 1979–80 | Rui Jordão (2)                 | Sporting          | 31    |
| 1980–81 | Nené                           | Benfica           | 20    |
| 1981–82 | Jacques Pereira                | FC Porto          | 27    |
| 1982–83 | Fernando Gomes (4)             | FC Porto          | 36    |
| 1983–84 | Nené (2) Fernando Gomes (5)    | Benfica FC Porto  | 21    |
| 1984–85 | Fernando Gomes (6)             | FC Porto          | 39    |
| 1985–86 | Manuel Fernandes               | Sporting          | 30    |
| 1986–87 | Paulinho Cascavel              | V. Guimarães      | 22    |
| 1987–88 | Paulinho Cascavel (2)          | Sporting          | 23    |
| 1988–89 | Vata Garcia                    | Benfica           | 16    |
| 1989–90 | Mats Magnusson                 | Benfica           | 33    |
| 1990–91 | Rui Águas                      | Benfica           | 25    |
| 1991–92 | Ricky                          | Boavista          | 30    |
| 1992–93 | Jorge Cadete                   | Sporting          | 18    |
| 1993–94 | Rashidi Yekini                 | V. Setúbal        | 21    |
| 1994–95 | Hassan                         | Farense           | 21    |
| 1995–96 | Domingos                       | FC Porto          | 25    |
| 1996–97 | Mário Jardel                   | FC Porto          | 30    |
| 1997–98 | Mário Jardel (2)               | FC Porto          | 26    |
| 1998–99 | Mário Jardel (3)               | FC Porto          | 36    |
| 1999–00 | Mário Jardel (4)               | FC Porto          | 38    |
| 2000–01 | Pena                           | FC Porto          | 22    |
| 2001–02 | Mário Jardel (5)               | Sporting          | 42    |
| 2002–03 | Simão Fary Faye                | Benfica Beira-Mar | 18    |
| 2003–04 | Benni McCarthy                 | FC Porto          | 20    |
| 2004–05 | Liédson                        | Sporting          | 25    |
| 2005–06 | Meyong                         | Belenenses        | 17    |
| 2006–07 | Liédson (2)                    | Sporting          | 15    |
| 2007–08 | Lisandro López                 | FC Porto          | 24    |
| 2008–09 | Nenê                           | Nacional          | 20    |
| 2009–10 | Óscar Cardozo                  | Benfica           | 26    |
| 2010–11 | Hulk                           | FC Porto          | 23    |
| 2011–12 | Óscar Cardozo (2) Lima         | Benfica           | 20    |
| 2012–13 | Jackson Martínez               | FC Porto          | 26    |
| 2013–14 | Jackson Martínez (2)           | FC Porto          | 20    |
| 2014–15 | Jackson Martínez (3)           | FC Porto          | 21    |
| 2015–16 | Jonas                          | Benfica           | 32    |
| 2016–17 | Bas Dost                       | Sporting          | 34    |
| 2017–18 | Jonas (2)                      | Benfica           | 34    |
| 2018–19 | Haris Seferović                | Benfica           | 23    |
| 2019–20 | Carlos Vinícius                | Benfica           | 19    |
| 2020–21 | Pedro Gonçalves                | Sporting          | 23    |
| 2021–22 | Darwin Núñez                   | Benfica           | 26    |
| 2022–23 | Mehdi Taremi                   | FC Porto          | 22    |
| 2023–24 | Viktor Gyökeres                | Sporting          | 23    |
| 2024–25 | Viktor Gyökeres                | Sporting          | 39    |

### Por carreira
Um total de 48 jogadores ultrapassaram as marca dos 100 golos na Primeira Liga. Segue-se o elenco dos 25 melhores.
| N.º  | Jogador          | Carreira  | Clubes                                                                 | Golos | Jogos | Média |
| ---- | ---------------- | --------- | ---------------------------------------------------------------------- | ----- | ----- | ----- |
| 1.º  | Peyroteo         | 1937–1949 | Sporting (332)                                                         | 332   | 197   | 1,69  |
| 2.º  | Eusébio          | 1960–1977 | Benfica (317), Beira-Mar (3)                                           | 320   | 313   | 1,02  |
| 3.º  | Fernando Gomes   | 1974–1991 | FC Porto (288), Sporting (31)                                          | 319   | 404   | 0,79  |
| 4.º  | José Águas       | 1950–1963 | Benfica (291)                                                          | 291   | 281   | 1,04  |
| 5.º  | Nené             | 1968–1986 | Benfica (264)                                                          | 264   | 422   | 0,63  |
| 6.º  | Manuel Fernandes | 1970–1988 | Sporting (193), CUF Barreiro (38), V. Setúbal (16)                     | 243   | 485   | 0,5   |
| 7.º  | Matateu          | 1951–1967 | Belenenses (210), Atlético (9)                                         | 219   | 291   | 0,75  |
| 8.º  | José Torres      | 1959–1980 | Benfica (151), V. Setúbal (52), Estoril (14)                           | 218   | 378   | 0,58  |
| 9.º  | Arsénio          | 1943–1959 | Benfica (152), CUF Barreiro (59)                                       | 215   | 313   | 0,69  |
| 10.º | Rui Jordão       | 1971–1989 | Sporting (137), Benfica (63), V. Setúbal (12)                          | 213   | 360   | 0,59  |
| 11.º | Manuel Vasques   | 1946–1960 | Sporting (188), Atlético (1)                                           | 189   | 282   | 0,67  |
| 12.º | Mário Jardel     | 1996–2007 | FC Porto (130), Sporting (53), Beira-Mar (3)                           | 186   | 186   | 1     |
| 13.º | Julinho          | 1942–1953 | Benfica (152), Académico (16)                                          | 168   | 166   | 1,01  |
| 14.º | José Augusto     | 1955–1970 | Barreirense (48), Benfica (114)                                        | 162   | 343   | 0,47  |
| 15.º | Artur Jorge      | 1964–1978 | Benfica (74), Académica (71), Belenenses (14), FC Porto (1)            | 160   | 245   | 0,65  |
| 16.º | Nuno Gomes       | 1994–2012 | Benfica (125), Boavista (23), SC Braga (6)                             | 154   | 393   | 0,39  |
| 17.º | António Teixeira | 1949–1962 | FC Porto (125), V. Guimarães (17), Benfica (5)                         | 147   | 205   | 0,72  |
| 18.º | Hernâni          | 1950–1964 | FC Porto (128), Estoril (9)                                            | 137   | 279   | 0,49  |
| 19.º | Bentes           | 1945–1960 | Académica (134)                                                        | 134   | 270   | 0,5   |
| 20.º | João Lourenço    | 1961–1972 | Sporting (93), Académica (40)                                          | 133   | 208   | 0,64  |
| 21.º | Rogério Pipi     | 1942–1958 | Benfica (125), Oriental (7)                                            | 132   | 243   | 0,54  |
| 22.º | João Martins     | 1947–1959 | Sporting (131)                                                         | 131   | 204   | 0,64  |
| 23.º | Jesus Correia    | 1943–1956 | Sporting (128), CUF Barreiro (1)                                       | 129   | 159   | 0,81  |
| 24.º | António Araújo   | 1942–1952 | FC Porto (122)                                                         | 122   | 151   | 0,81  |
| -    | Rui Águas        | 1983–1995 | Benfica (77), FC Porto (31), Portimonense (10), Estrela da Amadora (4) | 122   | 292   | 0,42  |

## Prémios nacionais
Os Prémios Anuais do Futebol Português foram, da época 1969–70 até à época 2004–05, da responsabilidade do Clube Nacional de Imprensa Desportiva. Entre as épocas 2005–06 e 2009–10 os prémios foram organizados pela Liga Portuguesa de Futebol Profissional mas a votação esteve a cargo do Clube Nacional de Imprensa Desportiva. Desde a época 2010–11 a organização e atribuição dos prémios pertence à Liga Portuguesa de Futebol Profissional, sendo o júri constituído pelos treinadores e capitães das equipas da Primeira Liga.
| Época   | Melhor Jogador       | Clube             | Melhor Treinador      | Clube    |
| ------- | -------------------- | ----------------- | --------------------- | -------- |
| 1969–70 | Eusébio              | Benfica           |                       |          |
| 1970–71 | Nené                 | Benfica           |                       |          |
| 1971–72 | Toni                 | Benfica           |                       |          |
| 1972–73 | Eusébio (2)          | Benfica           |                       |          |
| 1973–74 | Humberto Coelho      | Benfica           |                       |          |
| 1974–75 | João Alves           | Benfica           |                       |          |
| 1975–76 | Fernando Chalana     | Benfica           |                       |          |
| 1976–77 | Manuel Bento         | Benfica           |                       |          |
| 1977–78 | António Oliveira     | FC Porto          |                       |          |
| 1978–79 | José Costa           | FC Porto          |                       |          |
| 1979–80 | Rui Jordão           | Sporting          |                       |          |
| 1980–81 | António Oliveira     | Penafiel/Sporting |                       |          |
| 1981–82 | António Oliveira (3) | Sporting          |                       |          |
| 1982–83 | Fernando Gomes       | FC Porto          |                       |          |
| 1983–84 | Fernando Chalana (2) | Benfica           |                       |          |
| 1984–85 | Carlos Manuel        | Benfica           |                       |          |
| 1985–86 | Paulo Futre          | FC Porto          |                       |          |
| 1986–87 | Paulo Futre (2)      | FC Porto          |                       |          |
| 1987–88 | Rui Barros           | FC Porto          |                       |          |
| 1988–89 | Vítor Baía           | FC Porto          |                       |          |
| 1989–90 | Domingos             | FC Porto          |                       |          |
| 1990–91 | Vítor Baía (2)       | FC Porto          |                       |          |
| 1991–92 | João Pinto           | Benfica           |                       |          |
| 1992–93 | João Pinto           | Benfica           |                       |          |
| 1993–94 | João Pinto (3)       | Benfica           |                       |          |
| 1994–95 | Luís Figo            | Sporting          |                       |          |
| 2000–01 | Petit                | Boavista          |                       |          |
| 2001–02 | Mário Jardel         | Sporting          |                       |          |
| 2002–03 | Ricardo Carvalho     | FC Porto          |                       |          |
| 2003–04 | Deco                 | FC Porto          |                       |          |
| 2004–05 | Ricardo Quaresma     | FC Porto          |                       |          |
| 2005–06 | Ricardo Quaresma (2) | FC Porto          | Co Adriaanse          | FC Porto |
| 2006–07 | Simão                | Benfica           | Jesualdo Ferreira     | FC Porto |
| 2007–08 | Lisandro López       | FC Porto          | Jesualdo Ferreira     | FC Porto |
| 2008–09 | Bruno Alves          | FC Porto          | Jesualdo Ferreira (3) | FC Porto |
| 2009–10 | David Luiz           | Benfica           | Jorge Jesus           | Benfica  |
| 2010–11 | Hulk                 | FC Porto          | André Villas-Boas     | FC Porto |
| 2011–12 | Hulk (2)             | FC Porto          | Vítor Pereira         | FC Porto |
| 2012–13 | Nemanja Matic        | Benfica           | Vítor Pereira         | FC Porto |
| 2013–14 | Enzo Pérez           | Benfica           | Jorge Jesus           | Benfica  |
| 2014–15 | Jonas                | Benfica           | Jorge Jesus (3)       | Benfica  |
| 2015–16 | Jonas (2)            | Benfica           | Rui Vitória           | Benfica  |
| 2016–17 | Pizzi                | Benfica           | Rui Vitória (2)       | Benfica  |
| 2017–18 | Bruno Fernandes      | Sporting          | Sérgio Conceição      | FC Porto |
| 2018–19 | Bruno Fernandes (2)  | Sporting          | Bruno Lage            | Benfica  |
| 2019–20 | Corona               | FC Porto          | Sérgio Conceição (2)  | FC Porto |
| 2020–21 | Sebastián Coates     | Sporting          | Rúben Amorim          | Sporting |
| 2021–22 | Darwin Núñez         | Benfica           | Sérgio Conceição (3)  | FC Porto |
| 2022–23 | Otávio               | FC Porto          | Roger Schmidt         | Benfica  |
| 2023–24 | Viktor Gyökeres      | Sporting          | Rúben Amorim          | Sporting |
| 2024–25 |                      |                   |                       |          |

## Prémios internacionais

### Bola de Ouro

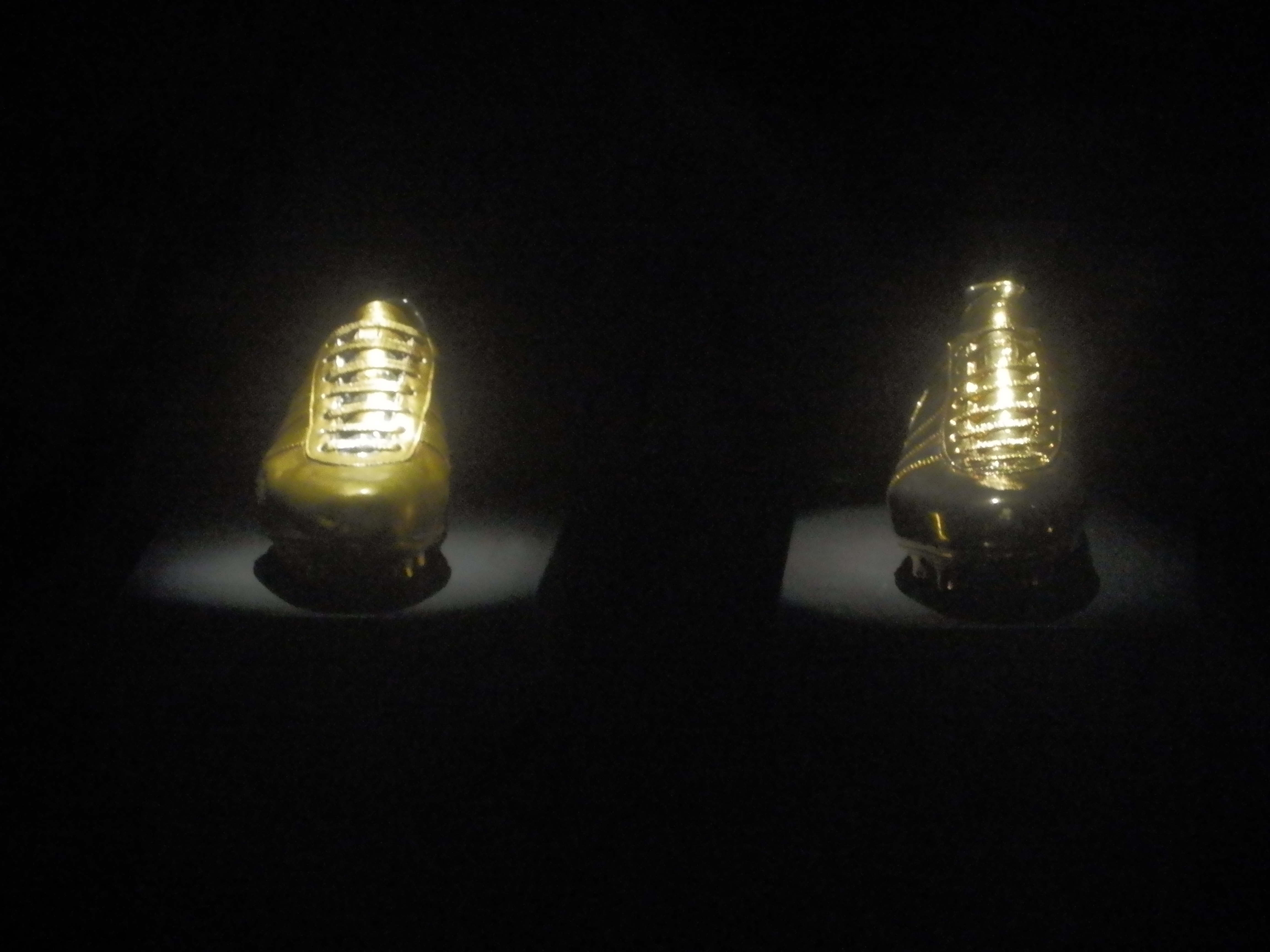
As duas Botas de Ouro de Eusébio, expostas no Museu Cosme Damião.

| Bola de Ouro (Melhor Jogador do Mundo) |         |         |
| Ano                                    | Jogador | Clube   |
| 1965                                   | Eusébio | Benfica |

### Bota de Ouro
| Bota de Ouro (Melhor Marcador da Europa) |                    |          |
| Ano                                      | Jogador            | Clube    |
| 1967                                     | Eusébio            | Benfica  |
| 1972                                     | Eusébio (2)        | Benfica  |
| 1973                                     | Héctor Yazalde     | Sporting |
| 1982                                     | Fernando Gomes     | FC Porto |
| 1984                                     | Fernando Gomes (2) | FC Porto |
| 1999                                     | Mário Jardel       | FC Porto |
| 2002                                     | Mário Jardel (2)   | Sporting |

### Golden Boy
| Golden Boy (Melhor Jogador Jovem da Europa) |                |         |
| Ano                                         | Jogador        | Clube   |
| 2016                                        | Renato Sanches | Benfica |
| 2019                                        | João Félix     | Benfica |

## Competições europeias

### Participações
| Troféu | Prova                       | Competição | Qualificação |
| ------ | --------------------------- | --- | --- |
|        | Liga dos Campeões           | Benfica (41), FC Porto (36), Sporting (20), SC Braga (3), Boavista (2) | Sporting (4), Benfica (3), FC Porto (2), Boavista (1), Vitória SC (1), FC Paços de Ferreira (1)                           |
|        | Liga Europa                 | Sporting (35), Benfica (23), SC Braga (19), FC Porto (17), Vitória SC (14), Boavista (12), Vitória FC (8), Marítimo (8), Belenenses (6), Nacional (3), Académica, (2), FC Paços de Ferreira (2), União de Leiria (2), Estoril (2), Leixões (1), CUF Barreiro (1), Rio Ave (1), Beira-Mar (1), Salgueiros (1), Portimonense (1), Chaves (1), Farense (1) | SC Braga (3), Rio Ave (3), Vitória SC (2), Marítimo (2), Nacional (2), Sporting (1), FC Paços de Ferreira (1), Arouca (1) |
|        | Liga Conferência            | Vitória SC (1), SC Braga (1) | Vitória SC (2), FC Paços de Ferreira (1), Santa Clara (1), Gil Vicente (1), Arouca (1)                                    |
|        | Taça das Taças              | Sporting (8), FC Porto (8), Benfica (7), Boavista (5), SC Braga (3), Vitória FC (2), Vitória SC (1), Belenenses (1), Académica (1), Leixões (1), Estrela da Amadora (1) | – |
|        | Taça das Cidades com Feiras | FC Porto (6), Sporting (4), Belenenses (4), Vitória FC (4), Vitória SC (2), Leixões (2), CUF Barreiro (2), Benfica (1), Académica (1), Barreirense (1) | – |
|        | Taça Latina                 | Sporting (4), Benfica (3), Belenenses (1) | – |

### Finais europeias
Até ao momento quatro clubes portugueses acumularam 25 presenças em finais europeias.
| Troféu | Competição         | Finais | Clubes                                                |
| ------ | ------------------ | ------ | ----------------------------------------------------- |
|        | Liga dos Campeões  | 9      | Benfica (7), FC Porto (2)                             |
|        | Liga Europa        | 7      | Benfica (3), FC Porto (2), Sporting (1), SC Braga (1) |
|        | Supertaça Europeia | 4      | FC Porto (4)                                          |
|        | Taça das Taças     | 2      | Sporting (1), FC Porto (1)                            |
|        | Taça Latina        | 3      | Benfica (2), Sporting (1)                             |

### Títulos europeus
Até ao momento 3 clubes portugueses conquistaram um total de 9 títulos nas principais competições europeias.
| Troféu | Competição         | Títulos | Clubes                    |
| ------ | ------------------ | ------- | ------------------------- |
|        | Liga dos Campeões  | 4       | Benfica (2), FC Porto (2) |
|        | Liga Europa        | 2       | FC Porto (2)              |
|        | Supertaça Europeia | 1       | FC Porto (2)              |
|        | Taça das Taças     | 1       | Sporting (1)              |
|        | Taça Latina        | 1       | Benfica (1)               |

## Histórico de clubes participantes
Participaram 73 clubes nas 91 edições da Primeira Liga disputadas até ao momento. Somente três clubes, Benfica, FC Porto e Sporting, participaram em todas as edições da Primeira Liga. Os dados encontram-se atualizados até antes do início da temporada 2025–26.
| N.º | Clube              | Ép | Pts  | Jogos | Jogos | Jogos | Jogos | Golos | Golos | Golos | Pódio | Pódio | Pódio | Pódio | Participações | Participações | Participações |
| N.º | Clube              | Ép | Pts  | J     | V     | E     | D     | GM    | GS    | DG    | 1.º   | 2.º   | 3.º   | T     | Estreia       | Desde         | MC            |
| --- | ------------------ | -- | ---- | ----- | ----- | ----- | ----- | ----- | ----- | ----- | ----- | ----- | ----- | ----- | ------------- | ------------- | ------------- |
| 1   | Benfica            | 92 | 4055 | 2602  | 1788  | 479   | 335   | 6271  | 2269  | +4002 | 38    | 31    | 17    | 86    | 1934–35       | 1934–35       | 1.º           |
| 2   | FC Porto           | 92 | 3952 | 2602  | 1743  | 466   | 393   | 5755  | 2279  | +3476 | 30    | 29    | 14    | 73    | 1934–35       | 1934–35       | 1.º           |
| 3   | Sporting           | 92 | 3796 | 2602  | 1631  | 534   | 437   | 5687  | 2450  | +3237 | 21    | 22    | 29    | 72    | 1934–35       | 1934–35       | 1.º           |
| 4   | Vitória SC         | 81 | 2443 | 2392  | 937   | 569   | 886   | 3356  | 3333  | +23   | –     | –     | 4     | 4     | 1941–42       | 2007–08       | 3.º           |
| 5   | Belenenses         | 77 | 2281 | 2146  | 877   | 527   | 742   | 3352  | 2745  | +607  | 1     | 3     | 15    | 19    | 1934–35       | 2017–18       | 1.º           |
| 6   | Vitória FC         | 72 | 1895 | 2072  | 694   | 507   | 871   | 2794  | 3119  | -325  | –     | 1     | 3     | 4     | 1934–35       | 2019–20       | 2.º           |
| 7   | SC Braga           | 70 | 2211 | 2126  | 858   | 495   | 773   | 2962  | 2878  | +84   | –     | 1     | 3     | 4     | 1947–48       | 1975–76       | 2.º           |
| 8   | Académica          | 64 | 1419 | 1704  | 516   | 387   | 801   | 2346  | 3003  | -657  | –     | 1     | –     | 1     | 1934–35       | 2015–16       | 2.º           |
| 9   | Boavista           | 62 | 1900 | 1908  | 706   | 488   | 714   | 2448  | 2657  | -209  | 1     | 3     | 2     | 6     | 1935–36       | 2024–25       | 1.º           |
| 10  | Marítimo           | 43 | 1327 | 1414  | 472   | 383   | 559   | 1573  | 1805  | -232  | –     | –     | –     | –     | 1977–78       | 2022–23       | 5.º           |
| 11  | Rio Ave            | 31 | 873  | 976   | 293   | 287   | 396   | 1029  | 1289  | -260  | –     | –     | –     | –     | 1979–80       | 2022–23       | 5.º           |
| 12  | Estoril            | 31 | 786  | 908   | 279   | 228   | 401   | 1210  | 1434  | -224  | –     | –     | –     | –     | 1944–45       | 2021–22       | 4.º           |
| 13  | Beira-Mar          | 27 | 678  | 858   | 218   | 242   | 398   | 883   | 1340  | -457  | –     | –     | –     | –     | 1961–62       | 2012–13       | 6.º           |
| 14  | Farense            | 26 | 707  | 856   | 245   | 217   | 394   | 898   | 1238  | -340  | –     | –     | –     | –     | 1970–71       | 2024–25       | 5.º           |
| 15  | Gil Vicente        | 25 | 671  | 808   | 231   | 209   | 368   | 829   | 1107  | -278  | –     | –     | –     | –     | 1990–91       | 2019–20       | 5.º           |
| 16  | Leixões            | 25 | 530  | 670   | 183   | 164   | 323   | 750   | 1186  | -436  | –     | –     | –     | –     | 1936–37       | 2009–10       | 5.º           |
| 17  | Paços de Ferreira  | 24 | 689  | 784   | 234   | 221   | 329   | 840   | 1107  | -267  | –     | –     | 1     | 1     | 1990–91       | 2022–23       | 3.º           |
| 18  | Salgueiros         | 24 | 577  | 740   | 197   | 183   | 360   | 804   | 1377  | -573  | –     | –     | –     | –     | 1943–44       | 2001–02       | 5.º           |
| 19  | Atlético           | 24 | 518  | 632   | 192   | 134   | 306   | 976   | 1285  | -309  | –     | –     | 2     | 2     | 1943–44       | 1976–77       | 3.º           |
| 20  | Barreirense        | 24 | 451  | 592   | 166   | 119   | 307   | 758   | 1195  | -437  | –     | –     | –     | –     | 1937–38       | 1978–79       | 4.º           |
| 21  | CUF Barreiro       | 23 | 562  | 610   | 207   | 148   | 255   | 828   | 1003  | -175  | –     | –     | 1     | 1     | 1942–43       | 1975–76       | 3.º           |
| 22  | Nacional           | 22 | 617  | 690   | 219   | 179   | 292   | 805   | 967   | -162  | –     | –     | –     | –     | 1988–89       | 2024–25       | 4.º           |
| 23  | Portimonense       | 21 | 572  | 678   | 205   | 162   | 311   | 715   | 946   | -231  | –     | –     | –     | –     | 1976–77       | 2023–24       | 5.º           |
| 24  | Varzim             | 21 | 514  | 618   | 169   | 176   | 273   | 638   | 913   | -275  | –     | –     | –     | –     | 1963–64       | 2002–03       | 5.º           |
| 25  | Olhanense          | 20 | 418  | 516   | 147   | 124   | 245   | 800   | 1057  | -257  | –     | –     | –     | –     | 1941–42       | 2013–14       | 4.º           |
| 26  | Estrela da Amadora | 19 | 512  | 608   | 158   | 196   | 254   | 578   | 783   | -205  | –     | –     | –     | –     | 1988–89       | 2023–24       | 7.º           |
| 27  | União de Leiria    | 18 | 527  | 584   | 184   | 159   | 241   | 620   | 771   | -151  | –     | –     | –     | –     | 1979–80       | 2011–12       | 5.º           |
| 28  | Chaves             | 18 | 525  | 616   | 177   | 171   | 268   | 674   | 885   | -211  | –     | –     | –     | –     | 1985–86       | 2023–24       | 5.º           |
| 29  | Moreirense         | 15 | 411  | 472   | 138   | 135   | 199   | 497   | 634   | -137  | –     | –     | –     | –     | 2002–03       | 2023–24       | 6.º           |
| 30  | SC Covilhã         | 15 | 331  | 406   | 126   | 79    | 201   | 585   | 834   | -249  | –     | –     | –     | –     | 1947–48       | 1987–88       | 5.º           |
| 31  | Lusitano de Évora  | 14 | 296  | 364   | 116   | 64    | 184   | 494   | 722   | -228  | –     | –     | –     | –     | 1952–53       | 1965–66       | 5.º           |
| 32  | Famalicão          | 13 | 352  | 400   | 121   | 110   | 169   | 463   | 623   | -160  | –     | –     | –     | –     | 1946–47       | 2019–20       | 6.º           |
| 33  | Penafiel           | 13 | 329  | 434   | 106   | 117   | 211   | 351   | 625   | -274  | –     | –     | –     | –     | 1980–81       | 2014–15       | 10.º          |
| 34  | SC Espinho         | 11 | 283  | 354   | 96    | 91    | 167   | 336   | 523   | -187  | –     | –     | –     | –     | 1974–75       | 1996–97       | 7.º           |
| 35  | Santa Clara        | 10 | 263  | 306   | 90    | 83    | 133   | 329   | 416   | -87   | –     | –     | –     | –     | 1999–00       | 2024–25       | 5.º           |
| 36  | Arouca             | 9  | 233  | 268   | 81    | 71    | 116   | 289   | 377   | -88   | –     | –     | –     | –     | 2013–14       | 2021–22       | 5.º           |
| 37  | Tirsense           | 8  | 203  | 256   | 65    | 73    | 118   | 219   | 370   | -151  | –     | –     | –     | –     | 1967–68       | 1995–96       | 8.º           |
| 38  | Tondela            | 8  | 174  | 238   | 61    | 52    | 125   | 251   | 378   | -127  | –     | –     | –     | –     | 2015–16       | 2025–26       | 10.º          |
| 39  | Oriental           | 7  | 137  | 190   | 50    | 37    | 103   | 224   | 438   | -214  | –     | –     | –     | –     | 1950–51       | 1974–75       | 5.º           |
| 40  | Feirense           | 7  | 131  | 222   | 44    | 43    | 135   | 187   | 403   | -216  | –     | –     | –     | –     | 1962–63       | 2018–19       | 8.º           |
| –   | União da Madeira   | 6  | 158  | 208   | 48    | 62    | 98    | 177   | 300   | -123  | –     | –     | –     | –     | 1989–90       | 2015–16       | 10.º          |
| –   | Naval 1.º de Maio  | 6  | 144  | 184   | 49    | 46    | 89    | 160   | 255   | -95   | –     | –     | –     | –     | 2005–06       | 2010–11       | 8.º           |
| –   | Alverca            | 6  | 133  | 170   | 48    | 37    | 85    | 192   | 266   | -74   | –     | –     | –     | –     | 1998–99       | 2025–26       | 11.º          |
| –   | Desp. Aves         | 6  | 120  | 196   | 40    | 40    | 116   | 173   | 320   | -147  | –     | –     | –     | –     | 1985–86       | 2019–20       | 13.º          |
| 45  | União de Tomar     | 6  | 119  | 172   | 43    | 33    | 96    | 178   | 331   | -153  | –     | –     | –     | –     | 1968–69       | 1975–76       | 10.º          |
| –   | Torreense          | 6  | 119  | 164   | 44    | 31    | 89    | 183   | 316   | -133  | –     | –     | –     | –     | 1955–56       | 1991–92       | 7.º           |
| –   | Campomaiorense     | 5  | 130  | 170   | 48    | 34    | 88    | 186   | 287   | -101  | –     | –     | –     | –     | 1995–96       | 2000–01       | 11.º          |
| –   | O Elvas            | 5  | 111  | 146   | 37    | 37    | 72    | 211   | 283   | -72   | –     | –     | –     | –     | 1947–48       | 1987–88       | 8.º           |
| –   | Casa Pia           | 5  | 93   | 116   | 34    | 25    | 57    | 120   | 190   | -70   | –     | –     | –     | –     | 1938–39       | 2022–23       | 8.º           |
| 50  | Carcavelinhos      | 5  | 50   | 82    | 19    | 12    | 51    | 103   | 223   | -120  | –     | –     | –     | –     | 1935–36       | 1941–42       | 4.º           |
| –   | Académico FC       | 5  | 42   | 82    | 18    | 6     | 58    | 137   | 300   | -163  | –     | –     | –     | –     | 1934–35       | 1941–42       | 7.º           |
| –   | B-SAD              | 4  | 111  | 136   | 33    | 45    | 58    | 117   | 195   | -78   | –     | –     | –     | –     | 2018–19       | 2021–22       | 9.º           |
| –   | Vizela             | 4  | 91   | 132   | 27    | 37    | 68    | 138   | 233   | -95   | –     | –     | –     | –     | 1984–85       | 2023–24       | 11.º          |
| –   | Leça               | 4  | 91   | 124   | 33    | 25    | 66    | 120   | 230   | -110  | –     | –     | –     | –     | 1941–42       | 1997–98       | 12.º          |
| 55  | Académico de Viseu | 4  | 78   | 128   | 27    | 24    | 77    | 81    | 237   | -156  | –     | –     | –     | –     | 1978–79       | 1988–89       | 13.º          |
| –   | Caldas             | 4  | 77   | 104   | 26    | 25    | 53    | 124   | 235   | -111  | –     | –     | –     | –     | 1955–56       | 1958–59       | 10.º          |
| –   | Sanjoanense        | 4  | 54   | 104   | 16    | 22    | 66    | 86    | 249   | -163  | –     | –     | –     | –     | 1946–47       | 1968–69       | 10.º          |
| –   | Amora              | 3  | 67   | 90    | 22    | 23    | 45    | 90    | 143   | -53   | –     | –     | –     | –     | 1980–81       | 1982–83       | 12.º          |
| –   | Montijo            | 3  | 66   | 90    | 23    | 20    | 47    | 91    | 155   | -64   | –     | –     | –     | –     | 1972–73       | 1976–77       | 13.º          |
| 60  | Lusitano VRSA      | 3  | 51   | 78    | 21    | 9     | 48    | 94    | 210   | -116  | –     | –     | –     | –     | 1947–48       | 1949–50       | 12.º          |
| –   | Unidos de Lisboa   | 3  | 44   | 54    | 18    | 8     | 28    | 151   | 145   | +6    | –     | –     | –     | –     | 1940–41       | 1942–43       | 4.º           |
| –   | SL Elvas           | 2  | 37   | 48    | 17    | 3     | 28    | 108   | 167   | -59   | –     | –     | –     | –     | 1945–46       | 1946–47       | 9.º           |
| –   | Seixal             | 2  | 22   | 52    | 7     | 8     | 37    | 44    | 150   | -106  | –     | –     | –     | –     | 1963–64       | 1964–65       | 12.º          |
| –   | AVS SAD            | 2  | 22   | 34    | 5     | 12    | 17    | 25    | 60    | -35   | –     | –     | –     | –     | 2024–25       | 2024–25       | 16.º          |
| 65  | Fafe               | 1  | 32   | 38    | 9     | 14    | 15    | 29    | 47    | -18   | –     | –     | –     | –     | 1988–89       | 1988–89       | 16.º          |
| –   | Felgueiras         | 1  | 25   | 34    | 8     | 9     | 17    | 29    | 47    | -18   | –     | –     | –     | –     | 1995–96       | 1995–96       | 16.º          |
| –   | Riopele            | 1  | 21   | 30    | 6     | 9     | 15    | 23    | 51    | -28   | –     | –     | –     | –     | 1977–78       | 1977–78       | 15.º          |
| –   | Águeda             | 1  | 19   | 30    | 7     | 5     | 18    | 25    | 55    | -30   | –     | –     | –     | –     | 1983–84       | 1983–84       | 15.º          |
| –   | Trofense           | 1  | 18   | 30    | 5     | 8     | 17    | 25    | 42    | -17   | –     | –     | –     | –     | 2008–09       | 2008–09       | 16.º          |
| 70  | União de Coimbra   | 1  | 17   | 30    | 5     | 7     | 18    | 22    | 54    | -32   | –     | –     | –     | –     | 1972–73       | 1972–73       | 15.º          |
| –   | Alcobaça           | 1  | 15   | 30    | 4     | 7     | 19    | 20    | 56    | -36   | –     | –     | –     | –     | 1982–83       | 1982–83       | 16.º          |
| –   | Oliveirense        | 1  | 8    | 22    | 3     | 2     | 17    | 22    | 73    | -51   | –     | –     | –     | –     | 1945–46       | 1945–46       | 12.º          |
| 73  | União de Lisboa    | 1  | 8    | 14    | 3     | 2     | 9     | 30    | 49    | -19   | –     | –     | –     | –     | 1934–35       | 1934–35       | 6.º           |

| Legenda                             |
| Clube na Primeira Liga              |
| Clubes no Playoff de Promoção       |
| Clube noutras divisões              |
| Clube fora das competições seniores |

## Maiores estádios de Portugal
Esta é uma lista de todos os recintos desportivos com capacidade confirmada igual ou superior a 10 000 espectadores sentados.
| N.º  | Estádio                                       | Capacidade | Cidade        | Clube                         |
| ---- | --------------------------------------------- | ---------- | ------------- | ----------------------------- |
| 1.º  | Estádio da Luz                                | 68.100     | Lisboa        | SL Benfica                    |
| 2.º  | Estádio José Alvalade                         | 50.095     | Lisboa        | Sporting CP                   |
| 3.º  | Estádio do Dragão                             | 50.033     | Porto         | FC Porto                      |
| 4.º  | Estádio Nacional do Jamor                     | 37.593     | Oeiras        | Seleção Portuguesa de Futebol |
| 5.º  | Estádio Municipal de Aveiro                   | 32.830     | Aveiro        | SC Beira-Mar                  |
| 6.º  | Estádio Algarve                               | 30.305     | Faro          | Louletano DC e SC Farense     |
| 7.º  | Estádio Municipal de Braga                    | 30.286     | Braga         | SC Braga                      |
| 8.º  | Estádio D. Afonso Henriques                   | 30.029     | Guimarães     | Vitória SC                    |
| 9.º  | Estádio Cidade de Coimbra                     | 29.622     | Coimbra       | Académica de Coimbra          |
| 10.º | Estádio do Bessa Século XXI                   | 28.263     | Porto         | Boavista FC                   |
| 11.º | Estádio 1º de Maio                            | 28.000     | Braga         | SC Braga B                    |
| 12.º | Estádio Dr. Magalhães Pessoa                  | 23.888     | Leiria        | UD Leiria                     |
| 13.º | Estádio Alfredo da Silva                      | 21.498     | Barreiro      | CUF Barreiro                  |
| 14.º | Estádio do Restelo                            | 19.856     | Lisboa        | CF "Os Belenenses"            |
| 15.º | Estádio do Bonfim                             | 15.497     | Setúbal       | Vitória FC                    |
| 16.º | Estádio de São Miguel                         | 12.500     | Ponta Delgada | CD Santa Clara                |
| 17.º | Estádio Cidade de Barcelos                    | 12.046     | Barcelos      | Gil Vicente FC                |
| 18.º | Estádio Municipal Dr. José Vieira de Carvalho | 12.000     | Maia          | FC Maia Lidador               |
| 19.º | Estádio Manuel Moreira                        | 12.000     | Rebordosa     | Rebordosa AC                  |
| 20.º | Estádio das Seixas                            | 12.000     | Malveira      | AC Malveira                   |
| 21.º | Estádio Municipal Dr. Alves Vieira            | 11.500     | Torres Novas  | CD Torres Novas               |
| 22.º | Estádio do Marítimo                           | 10.600     | Funchal       | CS Marítimo                   |
| 23.º | Estádio Municipal de Águeda                   | 10.000     | Águeda        | RD Águeda                     |
| 24.º | Estádio Abel Alves de Figueiredo              | 10.000     | Santo Tirso   | FC Tirsense                   |

## Assistências recordes na Liga Portugal
Na temporada de 2023–24, a Liga Portugal bateu o recorde de espectadores nos estádios dos últimos 12 anos de registos da Liga, tanto de primeira como de segunda Liga, com um crescimento de mais de 10% em relação à época transata. Os números totais da audiência acumulada foram de 3.707.290 e de 556.267 pessoas que perfaz uma média de assistências de 12.115 e de 1.818 espectadores na Primeira e Segunda Liga, respectivamente. É também a mais elevada dos últimos 34 anos e a única a ultrapassar a barreira dos 12 mil desde a temporada de 1989/90.
Este facto deve-se a iniciativa em conjunto da Liga com o Continente É Para Cartão de forma a levar as famílias de volta as estádios. O lema de nome O Futebol és Tu foi um sucesso já que nessa temporada muitos clubes históricos em ligas inferiores conseguiram ter médias muito superiores a vários clubes presentes na Primeira Liga.
Na temporada seguinte, 2024–25, a Liga volta a fixar novo recorde de espectadores nos estádios com um crescimento de 1.5% em relação à época transata. A audiência acumulada total ascendeu aos 3.761.888 pessoas que perfaz uma média de assistências de 12.294 espectadores. Assim, esta época passou a ser a mais elevada e a segunda a ultrapassar a barreira dos 12 mil desde a temporada de 1989/90. Este facto deve-se sobretudo à subida da média do Benfica, Sporting, Porto, Vitória de Guimarães, Farense e Gil Vicente, sendo os únicos que melhoraram as médias e contrabalançaram com os restantes clubes que diminuíram consideravelmente.
A época recorde de 2024–25 registou as seguintes estatísticas por clube:
| #                        | Clube                    | Jogos | Média  | Percentagem de Ocupação | Acumulado | Cap. Estádio |
| ------------------------ | ------------------------ | ----- | ------ | ----------------------- | --------- | ------------ |
| 1º                       | SL Benfica               | 17    | 58.746 | 91,4%                   | 998.680   | 65.592       |
| 2º                       | Sporting CP              | 17    | 42.529 | 84,95%                  | 722.987   | 50.095       |
| 3º                       | FC Porto                 | 17    | 40.609 | 81,16%                  | 690.356   | 50.033       |
| 4º                       | Vitória SC               | 17    | 18.447 | 62,61%                  | 313.605   | 30.029       |
| 5º                       | SC Braga                 | 17    | 13.868 | 49,18%                  | 235.755   | 30.286       |
| 6º                       | Boavista FC              | 17    | 7.212  | 26,35%                  | 122.596   | 28.263       |
| 7º                       | SC Farense               | 17    | 7.165  | 67,96%                  | 121.812   | 7.000        |
| 7º                       | SC Farense               | 17    | 7.165  | 67,96%                  | 121.812   | 22.000       |
| 8º                       | Gil Vicente FC           | 17    | 5.496  | 45,69%                  | 93.437    | 12.046       |
| 9º                       | FC Famalicão             | 17    | 3.781  | 72,4%                   | 64.285    | 5.186        |
| 10º                      | Estrela Amadora          | 17    | 3.704  | 55,74%                  | 62.972    | 9.288        |
| 11º                      | Santa Clara              | 17    | 3.074  | 30,74%                  | 52.264    | 12.500       |
| 12º                      | Estoril Praia            | 17    | 2.723  | 53,45%                  | 46.290    | 5.100        |
| 13º                      | Rio Ave FC               | 17    | 2.591  | 42,32%                  | 44.043    | 5.300        |
| 14º                      | AVS SAD                  | 17    | 2.407  | 41,74%                  | 40.919    | 6.230        |
| 15º                      | CD Nacional              | 17    | 2.396  | 46,54%                  | 40.724    | 5.200        |
| 16º                      | Moreirense FC            | 17    | 2.387  | 38,79%                  | 40.575    | 6.150        |
| 17º                      | FC Arouca                | 17    | 2.111  | 42,76%                  | 35.889    | 5.600        |
| 18º                      | Casa Pia AC              | 17    | 2.043  | 29,26%                  | 34.729    | 7.000        |
| Média / Estimativa Total | Média / Estimativa Total | 306   | 12.294 | 53,50%                  | 3.761.888 | 340.898      |

## Direitos

### Transmissão

#### Portugal
A SportTV tem os direitos de transmissão televisivos da maioria dos jogos da Primeira Liga. A Benfica TV possui todos os direitos de transmissão dos jogos do SL Benfica em casa. Nas transmissões fora de Portugal as emissoras compram diretamente à emissora os direitos televisivos. No entanto, um jogo por semana é emitido em sinal aberto por satélite na RTP Internacional e RTP África.

#### Outros países
- Albânia – Tring[26]
- Áustria – Sportdigital e DAZN[27]
- Bielorrússia – Belarus 5[28]
- Bélgica – RMC Sport[29]
- Bósnia e Herzegovina – Sport Klub[30]
- Brasil – ESPN[31]
- Canadá – GOLTV Play[32]
- Caraíbas – ESPN[31]
- China – K-Ball[33]
- Croácia – Sport Klub[30]
- Chipre – CytaVision[34]
- República Checa – Sport1[35]
- França – RMC Sport[29]
- Georgia – Silk Sport[36]
- Alemanha – Sportdigital e DAZN[27]
- Grécia – Cosmote Sport[37]
- Hungria – Sport1[38]
- Irlanda – FreeSports[39]
- Israel – Sport 1[40]
- Japão – SKY PerfecTV![41]
- Liechtenstein – Sportdigital[27]
- Luxembourgo – RMC Sport[29] e Sportdigital[27]
- Macau – Macau Cable TV[42]
- Macedonia – Sport Klub[30]
- Montenegro – Sport Klub[30]
- Porto Rico – GOLTV[43]
- Roménia – LookSport[44]
- Rússia – Match TV[45]
- Sérvia – Sport Klub[30]
- Eslováquia – Sport1[35]
- Eslovénia – Sport Klub[30]
- Suíça – Sportdigital[27] e RMC Sport
- Turquia – S Sport[46]
- Ucânia – Sport1[47]
- Reino Unido – FreeSports[39][48]
- Estados Unidos – GOLTV[43]
- América Latina – ESPN[31]
- Palops (África Lusófona) – RTP (um jogo por semana na RTP África), Sport TV África
- Mundial – RTP e SIC (um jogo por semana na RTP Internacional e SIC Internacional)

### Nome da Liga

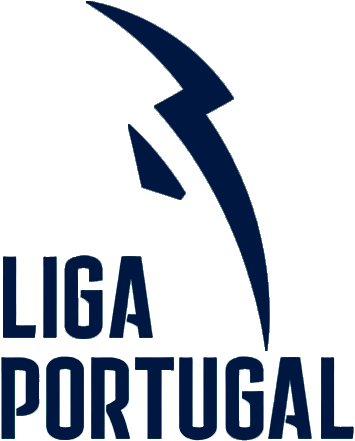
Logo da atual Liga Portugal.

Desde 2002 a Primeira Liga tem direitos de patrocínio do nome da competição vendidos a várias empresas. O mais recente acordo para o nome foi feito com o sítio de apostas Betclic, após dois anos com a casa de apostas bwin.
| Período       | Patrocinador        | Nome oficial da Liga   | Logo |
| ------------- | ------------------- | ---------------------- | ---- |
| Até 1997      | Nenhum patrocinador | Primeira Liga          | ?    |
| 1997–2002     | Nenhum patrocinador | Primeira Liga          |      |
| 2002–2005     | Galp                | SuperLiga Galp Energia |      |
| 2005–2006     | betandwin           | Liga betandwin         |      |
| 2006–2008     | bwin                | bwin Liga              |      |
| 2008–2010     | Sagres              | Liga Sagres            |      |
| 2010–2014     | Sagres e ZON        | Liga Zon Sagres        |      |
| 2015–2021     | NOS                 | Liga NOS               |      |
| 2021–2023     | bwin                | Liga Portugal bwin     |      |
| 2023–presente | Betclic             | Liga Portugal Betclic  |      |